# Xì gà

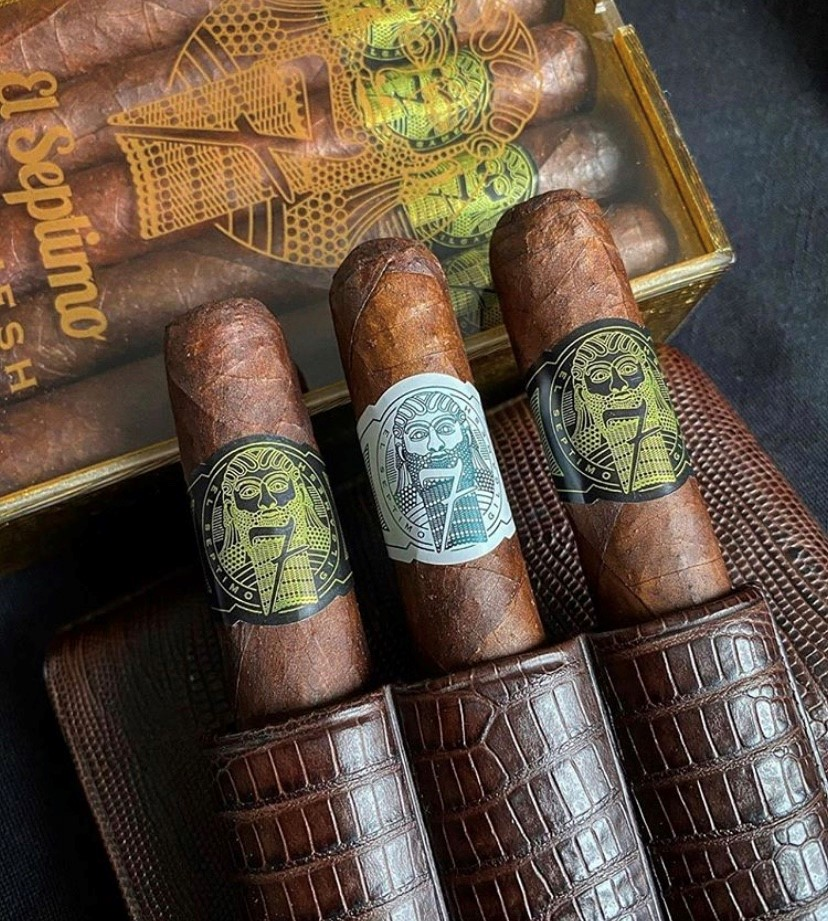
Một bộ sưu tập xì gà

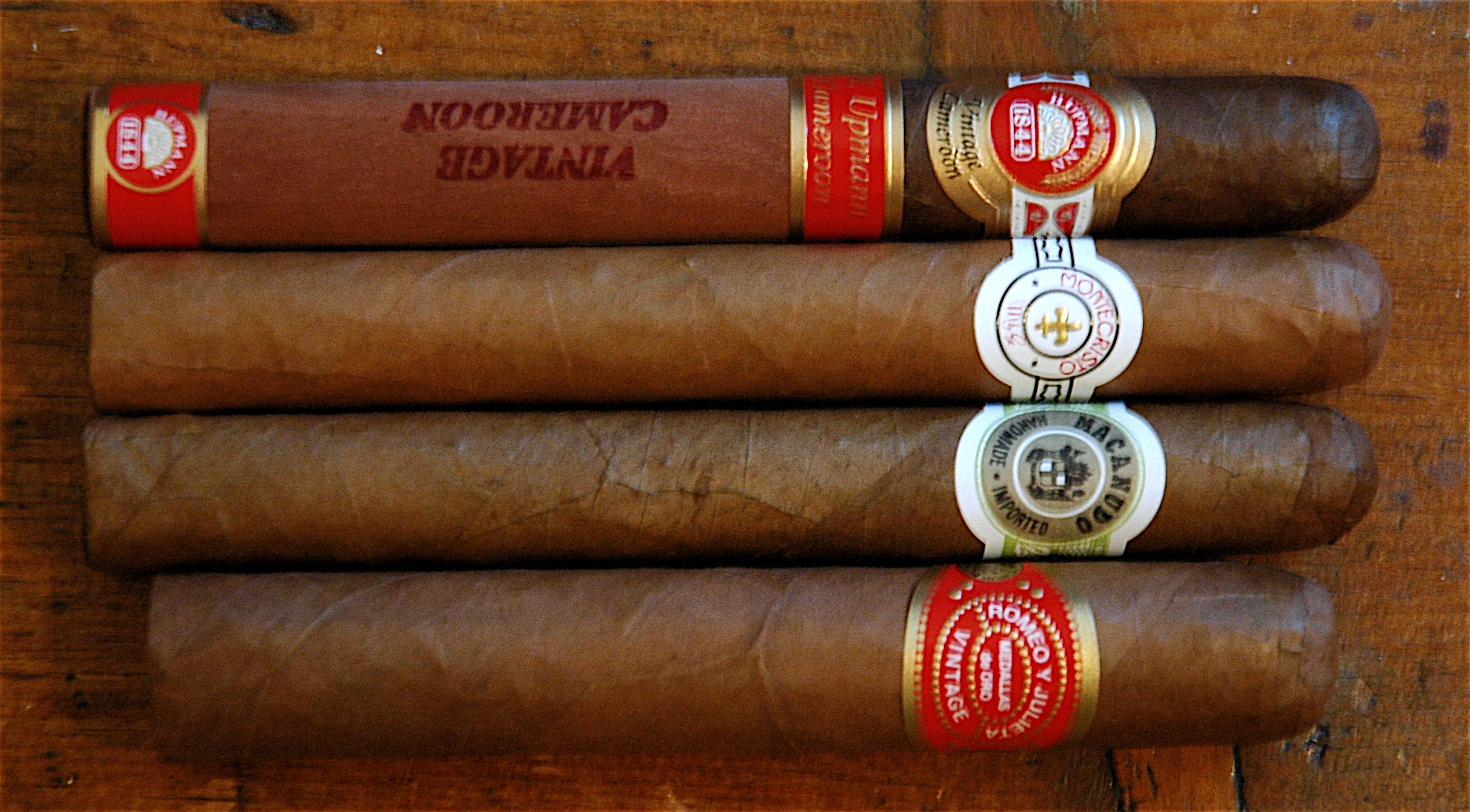
Bốn điếu xì gà từ 4 nhãn hiệu khác nhau

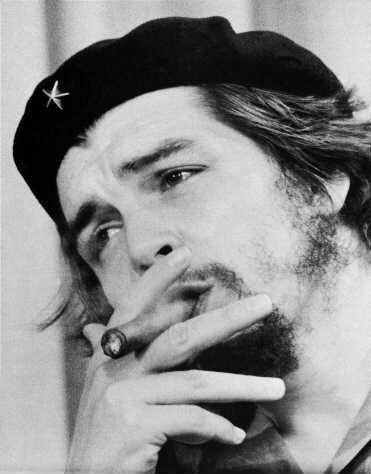
Hình ảnh Che Guevara và điếu xì gà

Xì gà là một loại thuốc lá làm từ lá thuốc được sấy khô rồi bó lại và quấn chặt thành từng điếu theo dạng điếu thuốc cuộn nguyên bó. So với một điếu thuốc lá thì xì gà thường có kích thước lớn hơn, lá thuốc lá nguyên liệu xì gà thường để nguyên chứ không thái, lớp vỏ bọc bên ngoài của một điếu xì gà cũng chính là chiếc lá của cây thuốc lá. Xì gà được trồng và sản xuất với số lượng lớn ở Brasil, Cameroon, Cuba, Cộng hòa Dominica, Honduras, Indonesia, México, Nicaragua, Philippines và các vùng phía Đông Hoa Kỳ. Xì gà Cuba hay còn gọi là xì gà La Habana là một trong những loại xì gà có chất lượng hàng đầu trên thế giới, có mặt trên 150 quốc gia và trở thành một biểu tượng của đất nước Cuba, đây là mặt hàng xa xỉ của những người thuộc tầng lớp quý phái, điều đặc biệt là những điếu xì gà Cuba nổi tiếng được sản xuất bằng phương pháp thủ công.
Trong thế kỷ XX, sự phổ biến của xì gà lan rộng trên toàn cầu và trở thành biểu tượng của quý tộc, sự sang trọng và sự thưởng thức. Các nhãn hiệu xì gà nổi tiếng như xì gà Cohiba, hiệu xì gà Montecristo và Romeo y Julieta được tạo ra ở Cuba và vẫn được coi là những trong những loại xì gà chất lượng thượng hạng trên thế giới.. Ngày nay, việc hút xì gà vẫn là một phong cách và hoạt động giải trí phổ biến ở nhiều quốc gia trên thế giới, mặc dù các quy định và lệnh cấm về hút xì gà đã được áp dụng trong nhiều nơi vì lý do sức khỏe công cộng. Theo cơ quan Quốc tế Nghiên cứu về ung thư trực thuộc Tổ chức Y tế Thế giới, do làm từ nguyên liệu thuốc lá nên xì gà không tốt cho sức khỏe. Hút xì gà mang theo những rủi ro nghiêm trọng đối với sức khỏe, bao gồm nguy cơ tăng cao mắc các loại và dạng khác nhau của ung thư, bệnh hô hấp, bệnh tim mạch, bệnh thần kinh, bệnh nha chu và rụng răng, bệnh ác tính.

## Lịch sử
Từ "xì gà" có nguồn gốc từ tiếng Maya "Sikar" (nghĩa là "hút lá thuốc lá cuộn" - từ "si'c", nghĩa là "thuốc lá"). Từ tiếng Tây Ban Nha "cigarro" chắp cánh sự liên kết giữa ngôn ngữ Maya và việc sử dụng hiện đại. Từ tiếng Anh được sử dụng phổ biến từ năm 1730. Mặc dù nguồn gốc của việc hút xì gà vẫn chưa được biết đến, việc hút xì gà lần đầu tiên được các nhà thám hiểm châu Âu quan sát khi tiếp xúc với người bản địa Taino ở Cuba vào năm 1492. Một chiếc ấm đất nung của văn minh Maya từ Guatemala có niên đại từ thế kỷ 10 đã miêu tả người hút xì gà bằng cách buộc lá xì gà với một sợi dây. Mặc dù xì gà đã được phổ biến trong nhiều dân tộc bản địa trên các đảo của Caribbean, nhưng đối với người châu Âu thì xì gà hoàn toàn là một khái niệm xa lạ trước khi khám phá châu Mĩ mới vào thế kỷ 15. Nhà sử học, chủ địa đất và tu sĩ Bartolomé de las Casas của Tây Ban Nha đã mô tả chi tiết như thế nào các phi công đầu tiên được Christopher Columbus gửi vào nội địa Cuba đã tìm thấy
Những người cầm trong tay mảnh gỗ đã được đốt nửa cháy và những loại thảo dược nào đó để hút hít, đó là những thảo dược khô được đặt trong một chiếc lá khô, giống như những chiếc lá mà các cậu bé làm vào ngày Lễ Thánh Linh; và sau khi châm một phần lá, họ hút, hít lấy khói bên khiến họ trở nên đê mê và hầu như say rượu, và nghe nói rằng họ không cảm thấy mệt mỏi. Những thứ này, sẽ gọi là "tabacos", họ gọi là "xì gà". Tôi đã biết những người Tây Ban Nha trên đảo Española đã quen với việc sử dụng nó và khi bị khiển trách vì nó, họ đã trả lời rằng họ không thể dừng lại được. Tôi không biết họ tìm thấy niềm vui hoặc lợi ích gì trong đó.

Sau sự xuất hiện của người châu Âu với làn sóng thực dân châu Âu đầu tiên, xì gà trở thành một trong những sản phẩm chính thúc đẩy chủ nghĩa thực dân châu Âu và cũng trở thành một yếu tố đẩy mạnh trong việc kết hợp lao động nô lệ châu Phi. Tây Ban Nha giới thiệu xì gà cho người châu Âu vào khoảng năm 1528 và vào năm 1533, Diego Columbus đề cập đến một thương nhân xì gà ở Lisbon trong di chúc của ông, cho thấy việc buôn bán xì gà đã phát triển nhanh chóng. Người Pháp, Tây Ban Nha và Bồ Đào Nha ban đầu gọi cây thuốc là "thảo dược linh thiêng" vì những tính chất chữa bệnh được cho là của nó. Theo thời gian, các thủy thủ Tây Ban Nha và châu Âu khác đã áp dụng thói quen hút xì gà, cũng như những người chinh phục châu Âu của Tây Ban Nha và chinh phục châu Âu của Bồ Đào Nha. Việc hút xì gà nguyên thủy đã lan rộng đến các vương quốc Ý, Đế quốc Hà Lan, và, sau các chuyến đi của Sir Walter Raleigh đến châu Mỹ, đến vương quốc Đại Anh. Việc hút thuốc lá trở nên quen thuộc trên khắp châu Âu - trong ống ở Anh - vào cuối thế kỷ 16.
Việc trồng xì gà của Tây Ban Nha bắt đầu nghiêm túc vào năm 1531 trên các đảo Hispaniola và Santo Domingo. Năm 1542, xì gà bắt đầu được trồng thương mại ở Bắc Mỹ, khi người Tây Ban Nha thành lập nhà máy xì gà đầu tiên tại Cuba. Ban đầu, xì gà được cho là có tính chất dược liệu, nhưng một số người xem nó là điều xấu. Nó bị chỉ trích bởi Philip II của Tây Ban Nha và James I của Anh. Vào khoảng năm 1592, thuyền buôn Tây Ban Nha San Clemente mang theo 50 kilôgam (110 lb) hạt xì gà đến Philippines qua đường buôn Acapulco-Manila. Nó được phân phát cho các nhà truyền giáo Công giáo Rôma, người đã tìm thấy khí hậu và đất đai tốt để trồng xì gà chất lượng cao ở đó. Việc hút cigar không trở nên phổ biến cho đến giữa thế kỷ 18, và mặc dù có rất ít bức tranh từ thời kỳ này, nhưng có một số báo cáo. Cho rằng Israel Putnam đã mang lại một số dòng xì gà Havana từ Cuba trong thời kỳ Chiến tranh Bảy năm, khiến việc hút xì gà trở nên phổ biến ở Mỹ sau Cách mạng Mỹ. Ông cũng mang theo hạt xì gà Cuba, mà ông trồng ở trang trại của mình ở Putnam Heights, tiểu bang Connecticut. Tại Mỹ, việc trồng xì gà đã phát triển đáng kể trong các tiểu bang Connecticut, Florida, Pennsylvania, New York, và Ohio, với Connecticut là trung tâm sản xuất lớn nhất. Trong thế kỷ 19, Mỹ trở thành nguồn cung cấp chính của xì gà cho thế giới, với Cuba và Bắc Phi cũng trở thành những nhà sản xuất quan trọng..

## Sản xuất

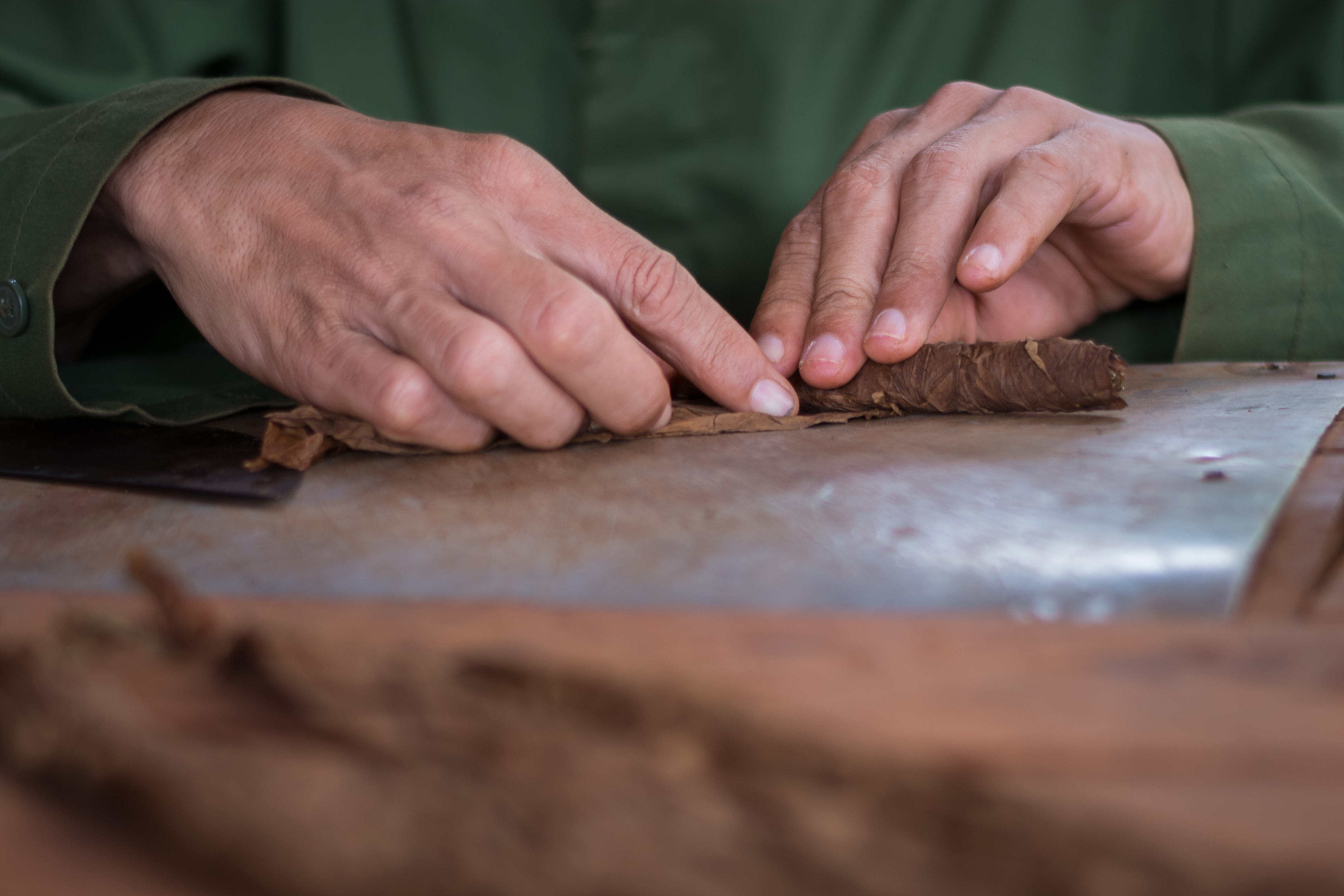
Cuốn xì gà ở Cuba

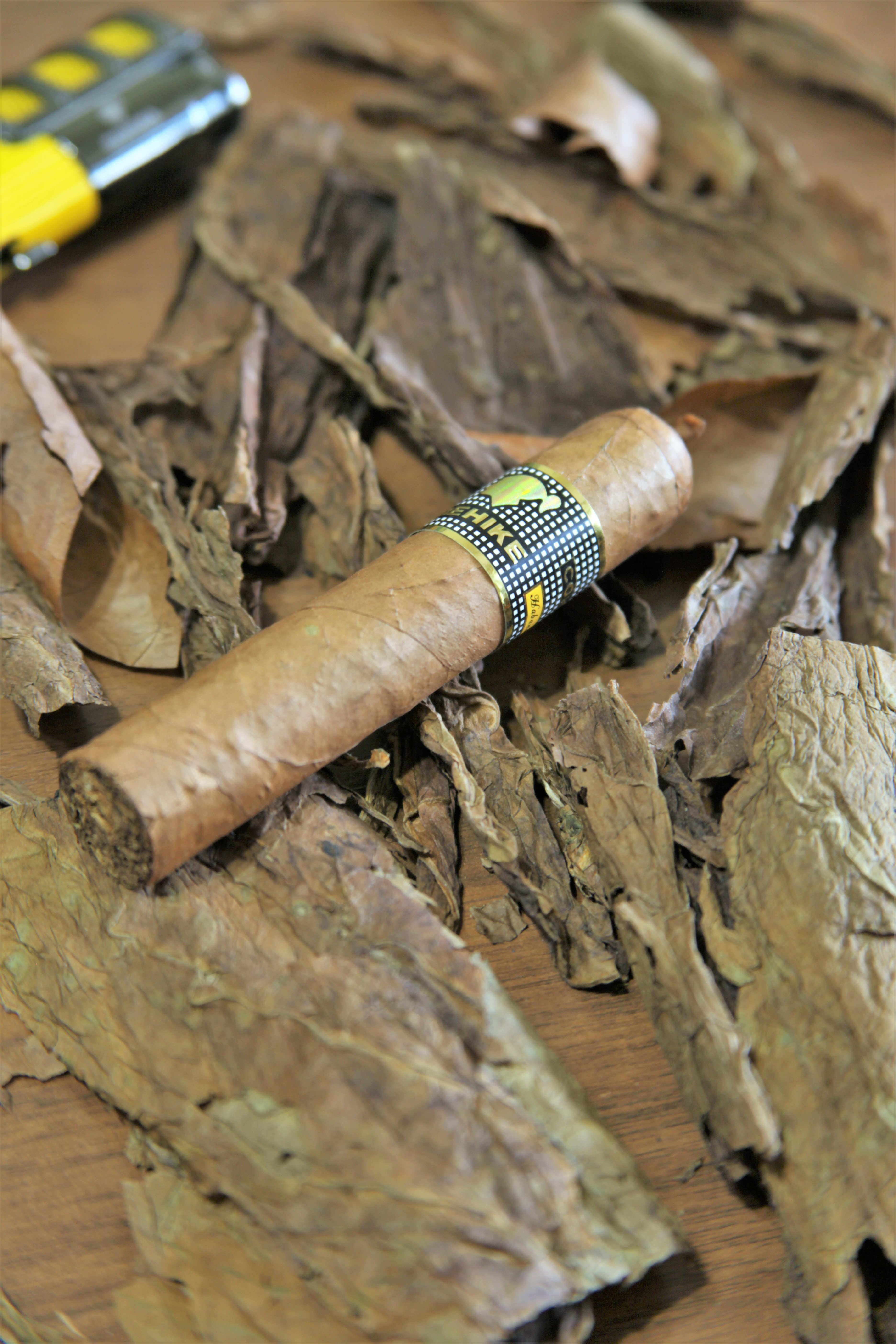
Một điếu xì gà thành phẩm

Lá thuốc lá được hái và lưu trữ bằng quá trình khử nước và đường bằng cách kết hợp nhiệt độ và bóng mát mà không gây mục rữa cho các lá lớn hơn. Quá trình này kéo dài từ 25 đến 45 ngày, tùy thuộc vào điều kiện khí hậu và tính chất của những khu nhà được sử dụng để lưu trữ thuốc lá đã hái. Quá trình khử nước và đường khác nhau tùy thuộc vào loại thuốc lá và màu lá mong muốn. Sau đó là quá trình lên men chậm, nơi nhiệt độ và độ ẩm được điều chỉnh để tăng cường hương vị, mùi hương và đặc điểm đốt cháy mà không gây mục rữa hoặc phân hủy. Lá thuốc sẽ tiếp tục được đóng bó, kiểm tra, mở bó, kiểm tra lại và đóng bó lại trong quá trình lưu trữ. Khi lá đã chín theo đặc tắc của nhà sản xuất, nó được sắp xếp theo diện mạo và chất lượng tổng thể, và được sử dụng làm điền hoặc bao gói tùy theo yêu cầu. Trong quá trình này, lá liên tục được ẩm để tránh hư hỏng.
Xì gà chất lượng vẫn được làm thủ công. Một người cuốn xì gà có kinh nghiệm có thể sản xuất hàng trăm chiếc xì gà tốt, gần như giống nhau, mỗi ngày. Những người cuốn giữ cho thuốc lá ẩm - đặc biệt là lá bao - và sử dụng những con dao hình lưỡi cưa được thiết kế đặc biệt, gọi là chavetas, để nhanh chóng và chính xác tạo hình cho lá điền và lá bao. Sau khi cuốn, xì gà được lưu trữ trong các khuôn gỗ để khô, trong đó mỏng đầu chưa được đóng cắt thành kích thước đồng nhất. Từ giai đoạn này, xì gà là một sản phẩm hoàn chỉnh có thể được "không sử dụng" và lưu trữ trong nhiều thập kỷ nếu giữ ở nhiệt độ xấp xỉ 21 °C (70 °F) và độ ẩm tương đối 70%. Sau khi mua, cách lưu trữ đúng thường là trong một hộp đựng xì gà gỗ có lót bằng gỗ tuyết tùng.
Một số loại xì gà, đặc biệt là các thương hiệu cao cấp, sử dụng các loại thuốc lá khác nhau cho điền và lá bao. Xì gà điền dài là loại xì gà chất lượng cao hơn nhiều, sử dụng lá dài trên toàn bộ. Những chiếc xì gà này cũng sử dụng loại lá thuốc lá thứ ba, gọi là "bìa", nằm giữa điền và bao ngoài. Điều này cho phép nhà sản xuất sử dụng lá bao mỏng và hấp dẫn hơn. Những chiếc xì gà chất lượng cao này thường kết hợp nhiều loại thuốc lá. Ngay cả những chiếc xì gà điền của Cuba cũng kết hợp các loại thuốc lá từ các vùng khác nhau trên đảo để kết hợp nhiều hương vị khác nhau. Trong xì gà loại thấp và được làm bằng máy, lá thuốc lá bị cắt nhỏ để làm điền, và các lá dài hoặc loại "giấy" được làm từ chất xơ thuốc lá tái tạo được sử dụng cho bao ngoài. Lá cắt nhỏ và bao bằng chất xơ thay đổi hương vị và đặc điểm đốt cháy của xì gà kết hợp với xì gà làm thủ công. Trong quá khứ, một lector hoặc người đọc đã được thuê để giải trí cho công nhân nhà máy xì gà. Thực hành này đã lỗi thời khi có sẵn các sách nói cho máy nghe nhạc di động, nhưng nó vẫn được thực hiện ở một số nhà máy xì gà ở Cuba.

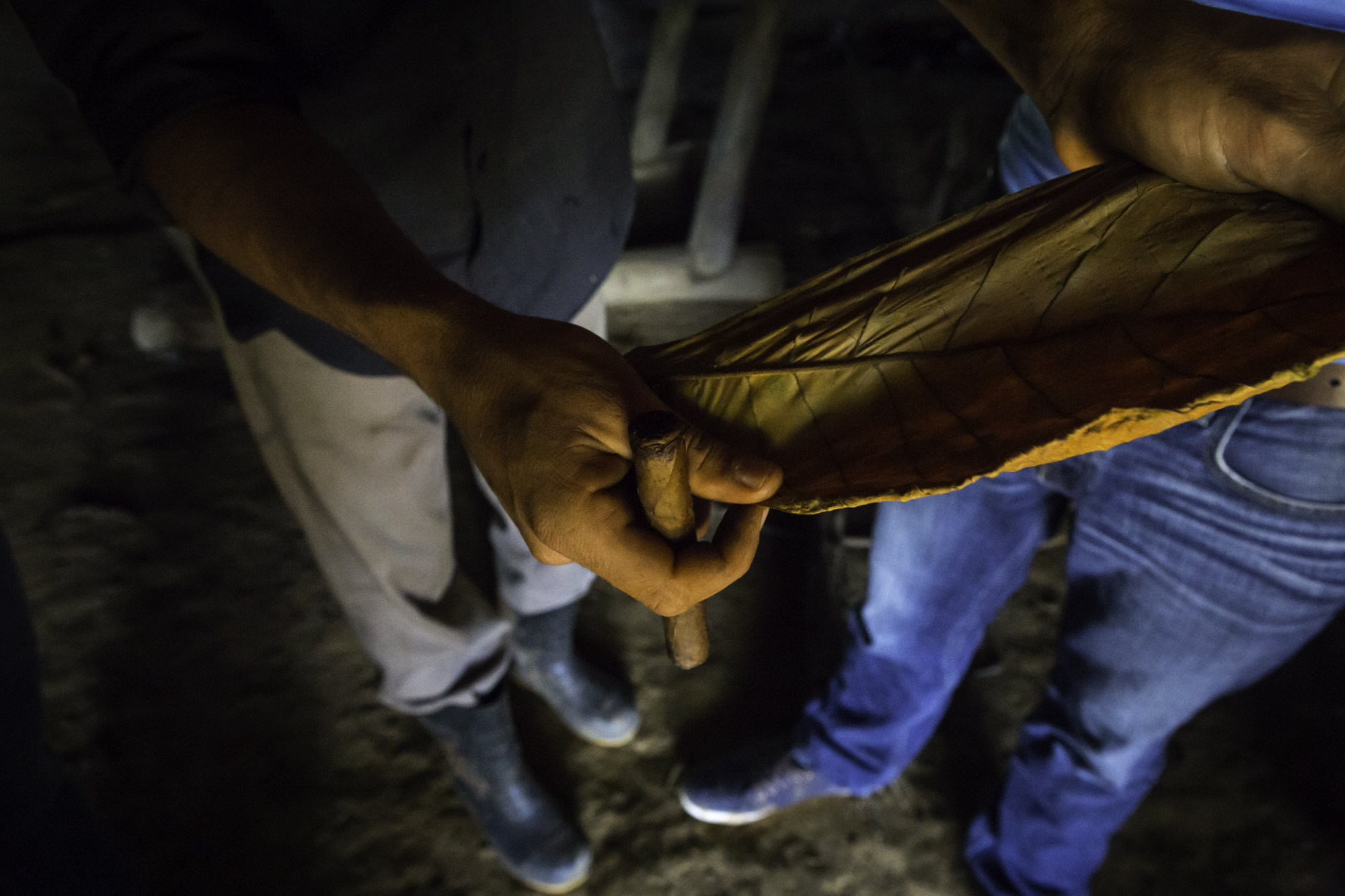
Miếng lá thuốc lá đã được lưu giữ để kiểm tra
Những người làm xì gà ở Puerto Rico, khoảng năm 1942
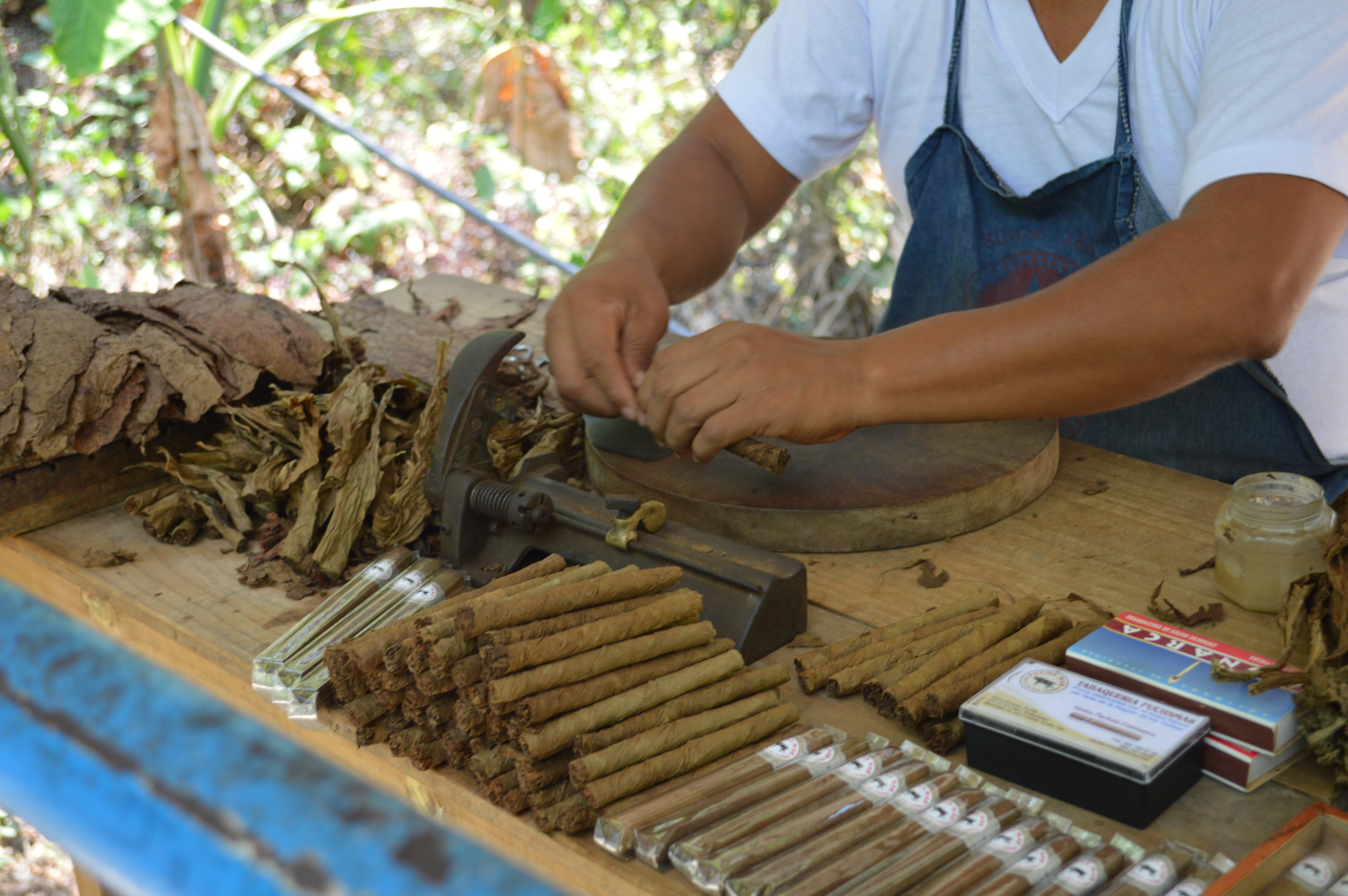
Người bán cuốn xì gà tại Thác Eyipantla ở San Andrés Tuxtla, Mexico
- Quá trình làm xì gà ở Hồ Inle (Myanmar)

### Sâu bệnh
Cây xì gà, cùng với các sản phẩm thuốc lá khác, có thể bị nhiễm ký sinh trùng như Lasioderma serricorne (bọ cánh cứng thuốc lá) và Ephestia elutella (sâu bướm thuốc lá), đó là những ký sinh trùng phổ biến và gây hại nhất đối với ngành công nghiệp thuốc lá. Sự nhiễm trùng có thể từ cây thuốc lá trồng trên cánh đồng cho đến lá được sử dụng để sản xuất xì gà, cigarillos, điếu cày, v.v. Cả ấu trùng của Lasioderma serricorne và sâu bướm của Ephestia elutella đều được coi là sâu hại. Đây chính là những sâu bệnh gây thiệt hại cho ngành sản xuất xì gà.

### Nhà sản xuất

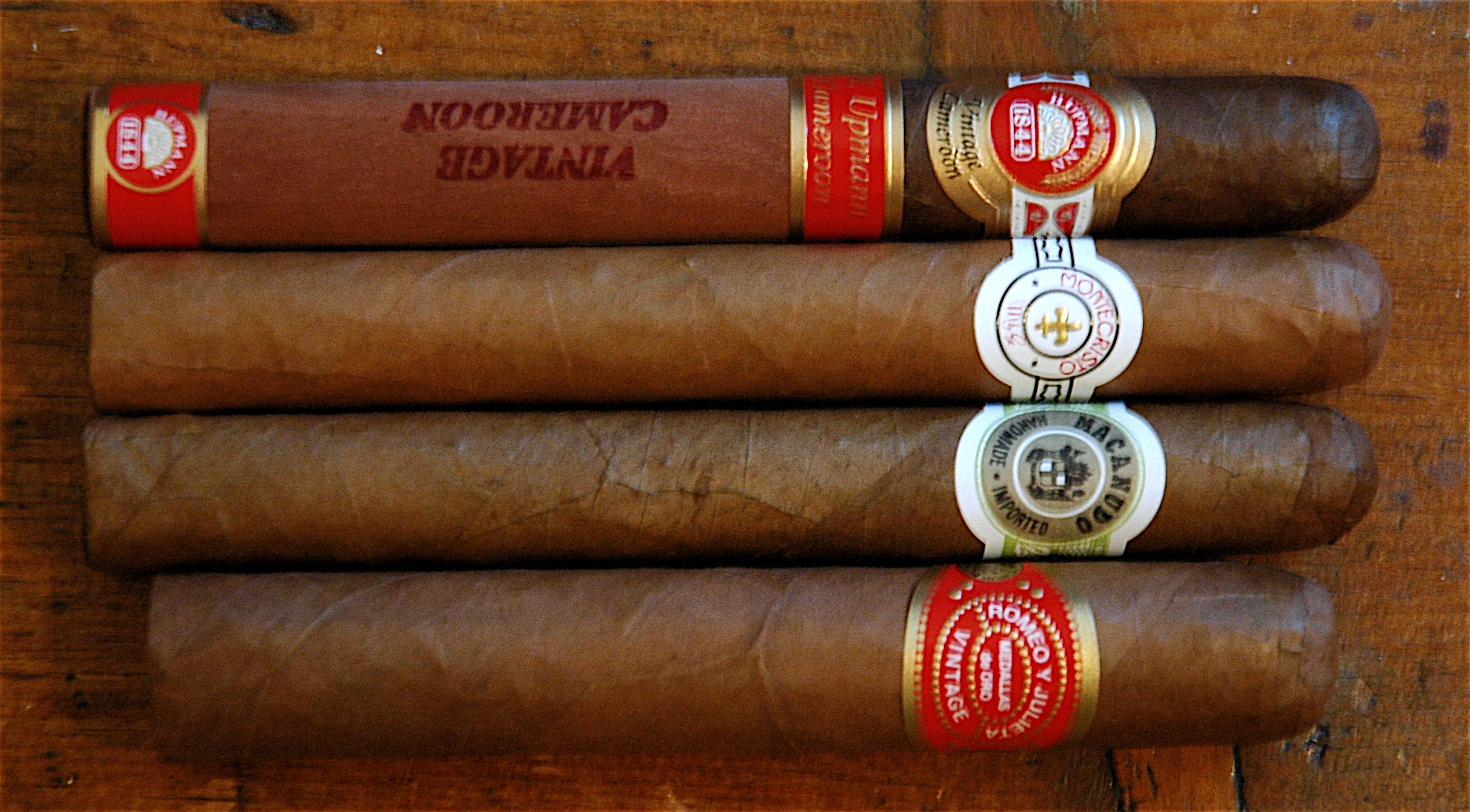
Xì gà (từ trên xuống dưới) của H. Upmann, Montecristo, Macanudo, Romeo y Julieta

Hai công ty nổi tiếng chiếm ưu thế trong ngành xì gà là Altadis và Scandinavian Tobacco Group. Altadis, một công ty tư nhân có nguồn gốc từ Tây Ban Nha, sản xuất xì gà tại Hoa Kỳ, Cộng hòa Dominican và Honduras, và sở hữu 50% cổ phần của Công ty duy nhất Habanos S.A., công ty quốc gia sở hữu doanh nghiệp thuốc lá Cuba. Altadis cũng sản xuất điếu thuốc. Scandinavian Tobacco Group sản xuất xì gà tại Cộng hòa Dominican, Honduras, Nicaragua, Indonesia, Hà Lan, Bỉ, Đan Mạch và Hoa Kỳ; ngoài ra, công ty còn sản xuất túi thuốc và thuốc cắt mịn. Nhóm còn bao gồm General Cigar Co. Thị trấn Tamboril ở Santiago, Cộng hòa Dominican được xem là "Thủ đô Xì gà của thế giới" hiện nay, với nhiều nhà máy xì gà và thợ cuốn hơn bất kỳ nơi nào trên thế giới. Theo tạp chí Cigar Aficionado, 44% số lượng xì gà trao đổi nhiều nhất trên thế giới đến từ Cộng hòa Dominican, quốc gia sản xuất xì gà lớn nhất thế giới, đặc biệt là từ vùng đất màu mỡ của thủ đô Cibao, nơi có 90% nhà máy xì gà đặt tại đây. Trong những thập kỷ qua, khu vực này cũng là nguồn cung cấp xì gà lớn nhất cho Hoa Kỳ.

### Gia tộc xì gà
Hầu hết các nhà sản xuất xì gà cao cấp hiện đại đều thuộc các gia tộc trong ngành xì gà lâu đời, nhiều trong số đó có nguồn gốc lịch sử từ ngành xì gà Cuba. Nghệ thuật và kỹ năng cuốn tay xì gà cao cấp đã được truyền lại từ thế hệ này sang thế hệ khác. Trong quảng cáo và bao bì xì gà, thường thấy hình ảnh của các gia đình này. 

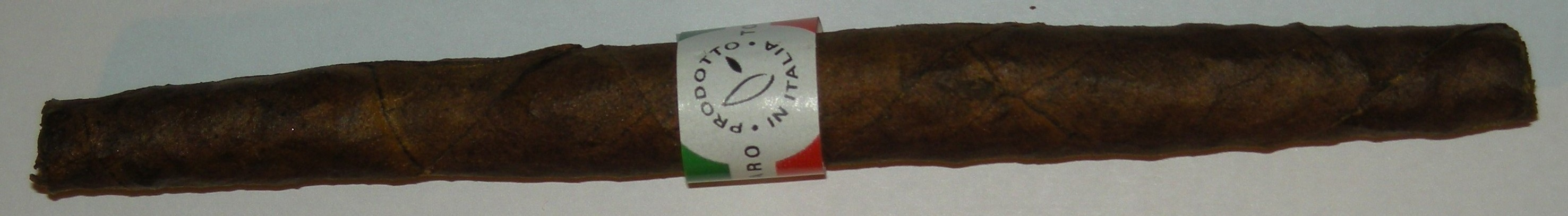
Xì gà Toscano

Vào năm 1992, tạp chí Cigar Aficionado thành lập "Sảnh Danh dự Xì gà" và vinh danh sáu cá nhân sau đây:
- Edgar M. Cullman, Chủ tịch, Công ty General Cigar, New York, Hoa Kỳ
- Zino Davidoff, Người sáng lập, Davidoff et Cie., Geneva, Thụy Sĩ
- Carlos Fuente Sr., Chủ tịch, Tabacalera A. Fuente y Cia., Santiago de los Caballeros, Cộng hòa Dominican
- Frank Llaneza, Chủ tịch, Villazon & Co., Tampa, Florida, Hoa Kỳ
- Stanford J. Newman, Chủ tịch, Công ty J.C. Newman Cigar, Tampa, Florida, Hoa Kỳ
- Ángel Oliva Sr. (người sáng lập); Oliva Tobacco Co., Tampa, Florida, Hoa Kỳ

### Đại gia xì gà
- Manuel Quesada (Tổng giám đốc hiện tại của MATASA), Fonseca, Casa Magna, Quesada cigars, Cộng hòa Dominican
- Don José "Pepín" Garcia, Chủ tịch, El Rey de Los Habanos, Miami, Florida, Hoa Kỳ
- Gia tộc Aray – Daniel Aray Jr, cháu trai của người sáng lập (1952) Jose Aray, ACC Cigars, Guayaquil Ecuador, San Francisco, CA, Miami Florida, Macau SAR, Thượng Hải, Trung Quốc.
- EPC – Ernesto Perez-Carillo, Người sáng lập EPC Cigar Company (2009), Miami, Florida, Hoa Kỳ
- Nestor Miranda – Người sáng lập, Miami Cigar Company (1989), Miami, FL, Hoa Kỳ
- Gia tộc Blanco – Jose "Jochy" Blanco, con trai của người sáng lập (1936) Jose Arnaldo Blanco Polanco, Tabacalera La Palma, Santiago, Cộng hòa Dominican
- Hermann Dietrich Upmann, người sáng lập thương hiệu H. Upmann năm 1844 tại Cuba.

## Tiếp thị

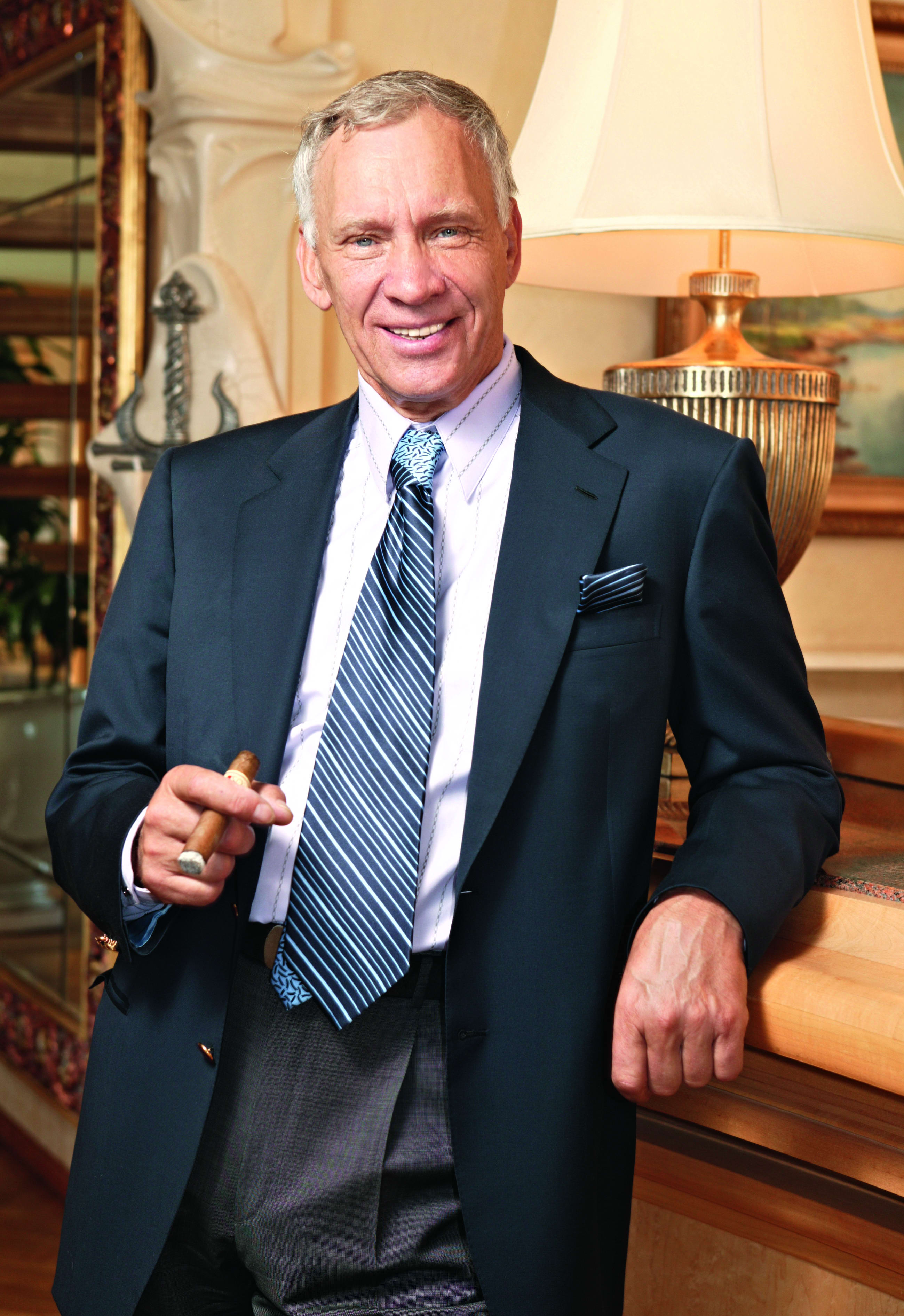
Hình ảnh một doanh nhân thành đạt với điếu xì gà trên tay

Xì gà thủ công, chỉ sử dụng thuốc lào nguyên chất, được tiếp thị qua các quảng cáo, xuất hiện trong phim và phương tiện truyền thông khác, sự kiện thể thao, các tạp chí thân thiện với xì gà như Cigar Aficionado, và buổi tiệc xì gà. Vì xì gà thủ công là một sản phẩm cao cấp với giá trị cao, quảng cáo thường bao gồm hình ảnh về sự giàu có, thành đạt, là biểu tượng địa vị sang trọng, đẵng cấp, thượng lưu, danh vọng hay hình ảnh cuốn hút của một quý ông chịu chơi cũng như sự thừa nhận của người nổi tiếng hoặc ngụ ý từ người nổi tiếng. Tạp chí Cigar Aficionado, ra mắt năm 1992, đưa ra xì gà như là biểu tượng của một lối sống thành công và là một kênh quảng cáo quan trọng không tuân thủ các hạn chế quảng cáo tự nguyện của ngành công nghiệp thuốc lá từ năm 1965, như hạn chế không liên quan hút thuốc với sự quyến rũ.
Tạp chí cũng đưa ra các luận điểm ủng hộ hút xì gà một cách chi tiết, và lập luận rằng xì gà an toàn hơn thuốc lá, vì nó không chứa hàng nghìn chất phụ gia hóa học mà các nhà sản xuất thuốc lá thêm vào từ các mảnh cắt lá thuốc lá sử dụng làm điền vào trong thuốc lá. Tạp chí cũng đưa ra luận điểm rằng rủi ro là một phần của cuộc sống hàng ngày và rằng (trái với các bằng chứng được thảo luận trong phần Ảnh hưởng đến sức khỏe), hút xì gà có lợi cho sức khỏe, rằng hút xì gà với mức độ vừa phải loại bỏ hầu hết hoặc tất cả rủi ro sức khỏe, và rằng người hút xì gà sống đến tuổi cao, rằng nghiên cứu sức khỏe bị thiếu sót, và rằng một số kết quả nghiên cứu sức khỏe hỗ trợ các tuyên bố về an toàn. Tạp chí Cigar Aficionado khác biệt so với các phương tiện tiếp thị khác của các sản phẩm thuốc lá bởi nó đặt xì gà là trọng tâm chính (nhưng không duy nhất) của tạp chí, tạo ra một sự tương tác giữa sản phẩm và lối sống.
Ở Hoa Kỳ, xì gà truyền thống đã được miễn khỏi nhiều quy định tiếp thị áp dụng cho thuốc lá. Ví dụ, Đạo luật Hút thuốc lá Công cộng năm 1970 đã miễn xì gà khỏi lệnh cấm quảng cáo và các quảng cáo xì gà khác với quảng cáo thuốc lá, không cần đề cập đến nguy cơ cho sức khỏe. Vào năm 2007, thuế đối với xì gà được áp dụng ít hơn so với thuốc lá, đến mức ở nhiều tiểu bang Hoa Kỳ, gói xì gà nhỏ có giá chưa đến một nửa gói thuốc lá. Việc bán xì gà và các sản phẩm thuốc lá khác cho người dưới 18 tuổi là vi phạm pháp luật ở Hoa Kỳ, nhưng luật pháp được thực thi không đồng đều: một nghiên cứu năm 2000 phát hiện rằng ba khu vực web bán xì gà cho phép người dưới tuổi mua hàng.
Năm 2009, Đạo luật Phòng ngừa Hút thuốc lá và Kiểm soát Thuốc lá của Hoa Kỳ đã cung cấp cho Cục Quản lý Thực phẩm và Dược phẩm quyền điều tiết việc sản xuất, phân phối và tiếp thị thuốc lá, thuốc lá tự cuộn và thuốc lá không cháy. Năm 2016, một quy định đã mở rộng quyền hành của FDA cho các sản phẩm thuốc lá khác bao gồm xì gà, thuốc lá điện tử và narguile. Mục tiêu của luật là giảm tác động của thuốc lá đối với sức khỏe cộng đồng bằng cách ngăn ngừa người Mỹ bắt đầu sử dụng sản phẩm thuốc lá, khuyến khích người dùng hiện tại từ bỏ và giảm thiểu hại của việc sử dụng sản phẩm thuốc lá. Ở Hoa Kỳ, xì gà giá rẻ được bán tại các cửa hàng tiện lợi, trạm xăng, cửa hàng tạp hóa và nhà thuốc. Xì gà cao cấp được bán tại các cửa hàng thuốc lá, quán xì gà và các cơ sở chuyên dụng khác. Một số cửa hàng xì gà thuộc các chuỗi cửa hàng, có kích thước đa dạng: ở Hoa Kỳ, United Cigar Stores là một trong ba ví dụ nổi bật về chuỗi cửa hàng quốc gia vào đầu những năm 1920, những cái khác là A&P và Woolworth's. Các điểm bán xì gà không truyền thống bao gồm các cửa hàng trong khách sạn, nhà hàng, máy bán hàng tự động và Internet.

## Cấu trúc điếu
Xì gà được tạo thành từ ba loại lá thuốc lá, sự khác biệt trong chúng xác định đặc tính hút và hương vị:

### Lớp bọc

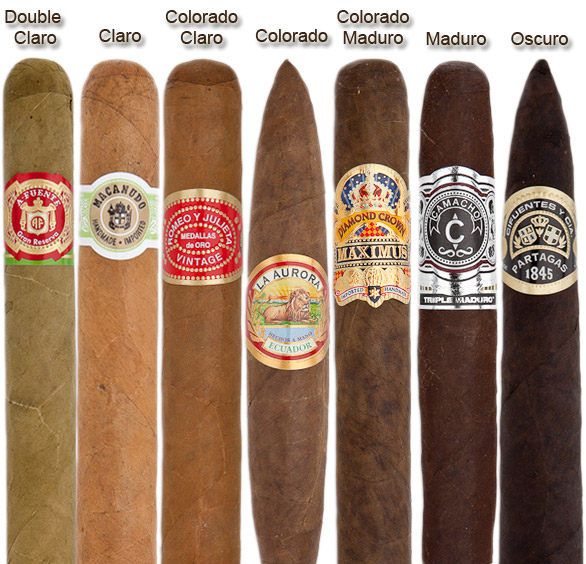
Vỏ xì gà sẽ phản ánh loại thuốc lá, tuổi đời và quá trình lên men nhiều hơn.

Lớp bên ngoài của xì gà, hay còn gọi là lớp bọc (tiếng Tây Ban Nha: capa) hay "lớp áo", là thành phần đắt giá nhất trong một điếu xì gà. Lớp bọc quyết định phần lớn đặc tính và hương vị của xì gà, và vì vậy màu sắc của nó thường được sử dụng để mô tả cả điếu xì gà. Lớp bọc thường được trồng dưới những mái che lớn được làm bằng vải lưới để làm mờ ánh nắng mặt trời trực tiếp và được lên men riêng biệt so với các thành phần xì gà khác, với mục tiêu sản xuất lá mỏng, mềm mại và mượt mà ít gân. Thuốc lá lớp bọc được sản xuất mà không có mái che vải lưới, nơi lá "được trồng dưới bóng râm" thường có kết cấu thô hơn và hương vị mạnh hơn, thường được gọi là "được trồng dưới ánh sáng mặt trời". Nhiều quốc gia khác nhau được sử dụng để sản xuất lá bọc, bao gồm Cuba, Ecuador, Indonesia, Honduras, Nicaragua, Costa Rica, Brazil, Mexico, Cameroon, và Hoa Kỳ. Trong khi hàng chục màu vỏ nhỏ khác nhau đã được nhà sản xuất giới thiệu, bảy phân loại phổ biến nhất là như sau, từ nhạt nhất đến đậm nhất:
| Màu sắc                  | Mô tả |
| ------------------------ | --- |
| Candela ("Double Claro") | Rất nhạt, hơi có màu xanh nhạt. Đạt được bằng cách thu hoạch lá trước khi chín đủ và làm khô nhanh chóng, màu sắc này đến từ chất chlorophyll xanh còn lại. |
| Claro                    | Màu rất nhạt, màu nâu sáng hoặc có màu vàng nhạt |
| Colorado Claro           | Màu nâu trung bình |
| Colorado ("Rosado")      | Màu nâu đỏ |
| Colorado Maduro          | Màu nâu đậm hơn |
| Maduro                   | Màu nâu rất đậm |
| Oscuro ("Double Maduro") | Màu đen |

Một số nhà sản xuất sử dụng một phương pháp đánh dấu khác:
| Đánh dấu                  | Viết tắt | Mô tả                                                                         |
| ------------------------- | -------- | ----------------------------------------------------------------------------- |
| American Market Selection | AMS      | tương đương với Candela ("Double Claro")                                      |
| English Market Selection  | EMS      | bất kỳ lớp bọc tự nhiên nào có màu sắc đậm hơn Candela, nhưng nhạt hơn Maduro |
| Spanish Market Selection  | SMS      | một trong hai màu sắc đen nhất, Maduro hoặc Oscuro                            |

Nói chung, vỏ xì gà màu đen mang đến một chút ngọt ngào, trong khi vỏ màu nhạt mang đến một chút khô khốc cho hương vị.

### Lớp lót
Dưới lớp vỏ là một bó nhỏ các lá lót "filler" được buộc chặt lại bên trong một lá gọi là "binder" (tiếng Tây Ban Nha: capote). Lá binder thường là lá phần trên của cây thuốc lá được chiếu sáng bởi ánh nắng mặt trời và được chọn vì tính đàn hồi và độ bền trong quá trình cuộn. Khác với lá vỏ, phải đồng nhất về diện mạo và mềm mại, lá binder có thể có dấu hiệu của các khuyết điểm vật lý hoặc không đồng nhất về màu sắc. Lá binder thường dày và bền hơn đáng kể so với lá vỏ bao quanh nó.

### Lớp lõi

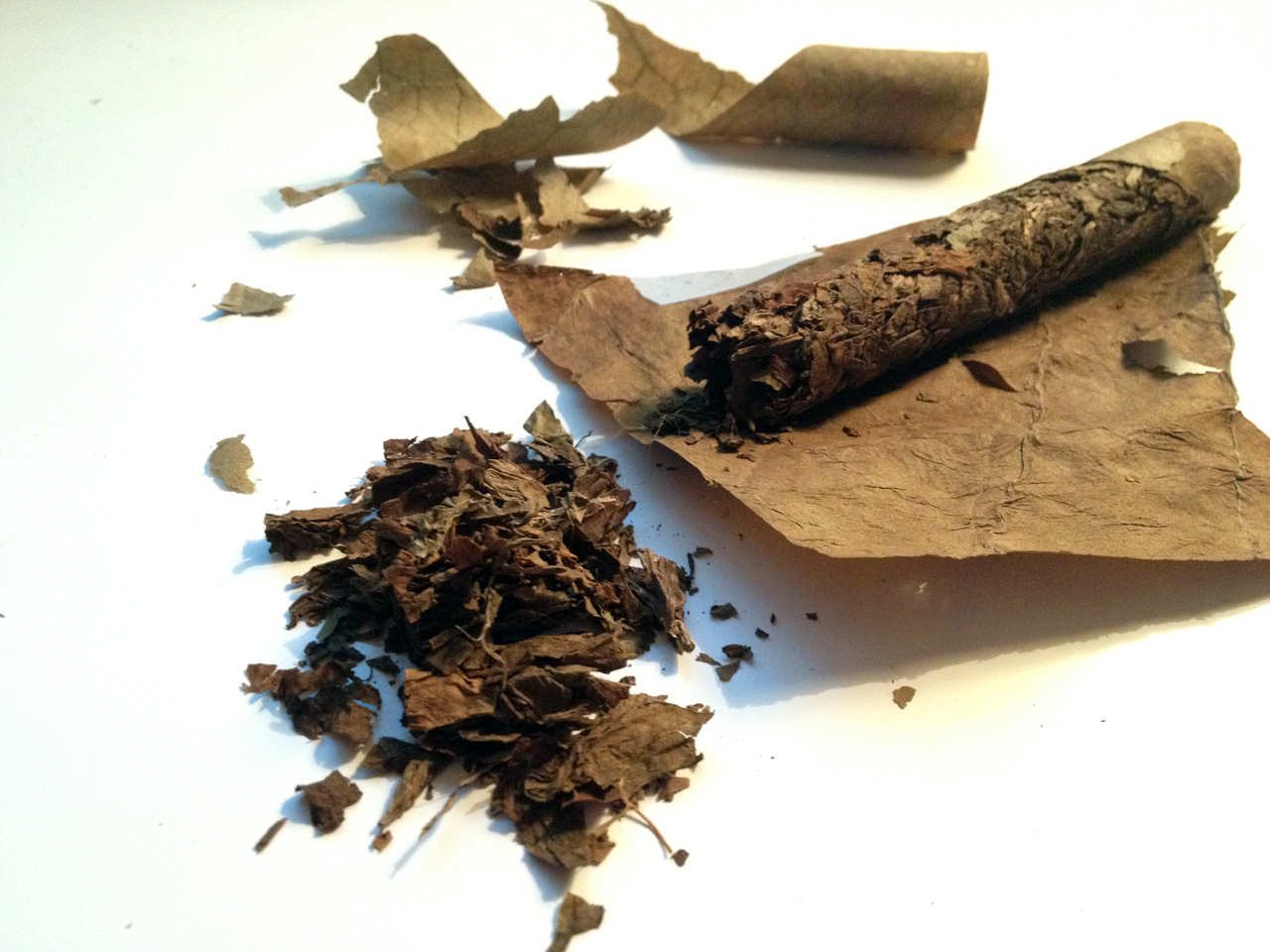
Filler ngắn hoặc bị cắt

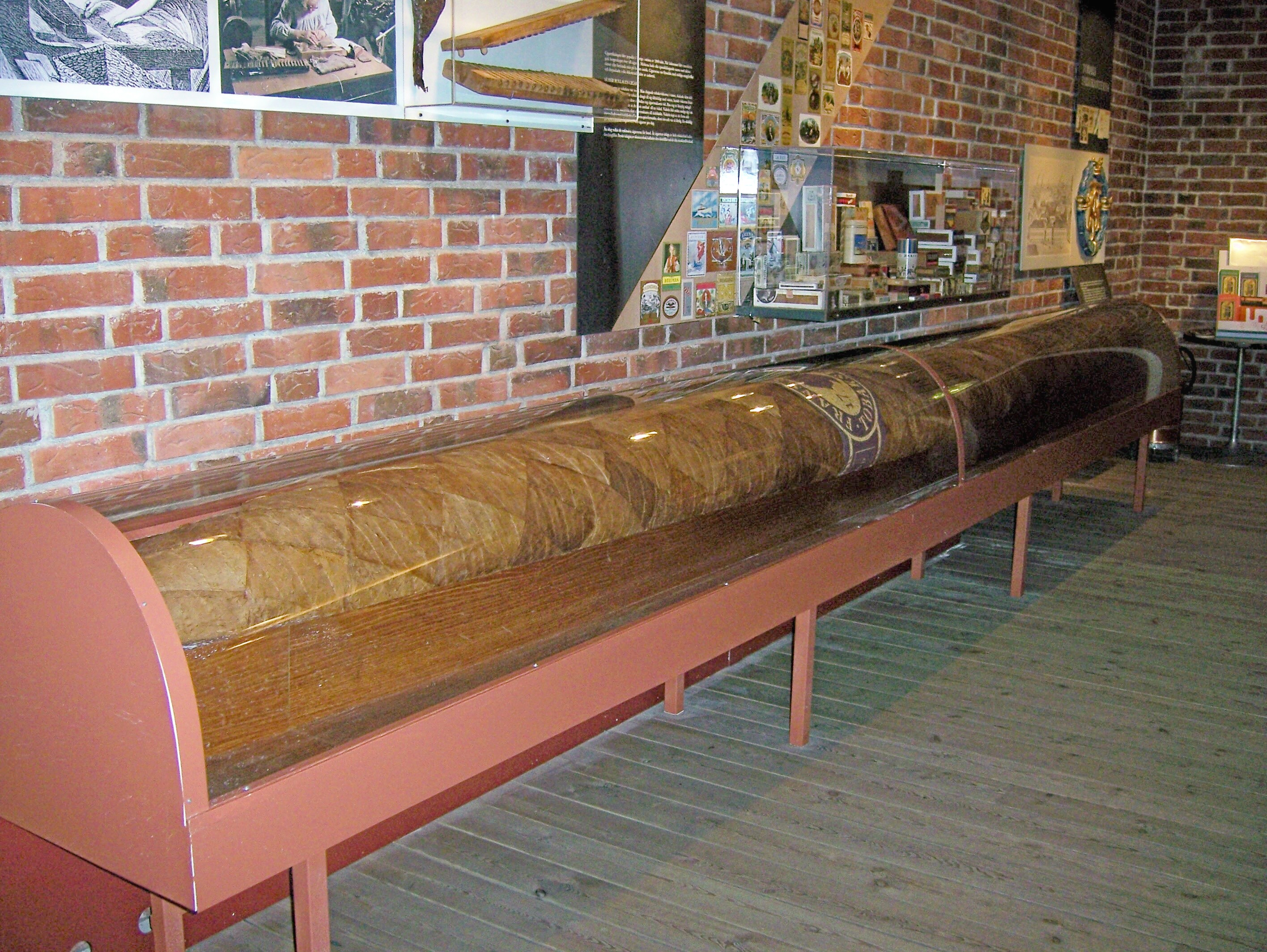
Xì gà lớn nhất thế giới tại Bảo tàng Thuốc lá và Diêm tại Skansen, Stockholm, Thụy Điển

Hầu hết xì gà được làm từ "filler" - một bó lá thuốc lá. Những lá này được gập lại bằng tay để tạo ra các lối thông khí dọc theo chiều dài của xì gà, thông qua đó khói được hút ra sau khi xì gà được thắp sáng. Xì gà được cuộn không có đủ đường thông khí được gọi là "quá chặt"; xì gà có luồng khí quá nhiều tạo ra đốt cháy quá nhanh và nóng là "quá rộng". Kỹ năng và khéo léo đáng kể của người cuốn xì gà là cần thiết để tránh những rủi ro đối nghịch này - một yếu tố chính làm nên sự ưu việt của xì gà cuốn tay so với các loại xì gà làm bằng máy. Bằng cách kết hợp các loại filler thuốc lá khác nhau, nhà sản xuất xì gà tạo ra các hương vị, mạnh mẽ và hương thơm đặc trưng cho các sản phẩm của họ. Nói chung, xì gà dày hơn chứa nhiều lá filler, tạo ra khả năng tạo ra các hương vị phức tạp hơn. Ngoài loại thuốc lá sử dụng, quốc gia xuất xứ cũng có thể là yếu tố quan trọng quyết định hương vị, với môi trường trồng trọt khác nhau tạo ra hương vị đặc trưng.
Quá trình lên men và lão hóa làm tăng thêm sự đa dạng này, cũng như phần cụ thể của cây thuốc lá được thu hoạch, với lá ở phần dưới (tiếng Tây Ban Nha: volado) có hương vị nhẹ và dễ đốt, lá ở phần giữa (tiếng Tây Ban Nha: seco) có hương vị mạnh hơn một chút, và lá ligero mạnh và cay nồng được thu hoạch từ phần trên của cây nắng nóng. Khi sử dụng, lá ligero luôn được gấp vào giữa bó lá filler do đặc tính đốt chậm của nó. Một số nhà sản xuất xì gà đặt ý đồ đặt các loại thuốc lá khác nhau từ một đầu đến đầu kia để mang đến cho người hút xì gà sự đa dạng về hương vị, cơ thể và sức mạnh từ đầu đến cuối. Nếu lá toàn bộ được sử dụng làm filler, xì gà được gọi là "filler dạng lá dài". Xì gà được làm từ các mảnh nhỏ của lá, bao gồm nhiều loại xì gà làm bằng máy, được gọi là "filler ngắn". Nếu một điếu xì gà được chế tạo hoàn toàn (filler, binder và wrapper) từ thuốc lá được sản xuất chỉ trong một quốc gia duy nhất, trong ngành công nghiệp xì gà được gọi là "puro", từ từ tiếng Tây Ban Nha có nghĩa là "tinh khiết".

## Kích thước, hình dạng
Xì gà thường được phân loại theo kích thước và hình dạng, cùng được biết đến với tên gọi vitola. Kích thước của một điếu xì gà được đo bằng hai kích thước: đường kính vòng (đơn vị là phần 64 của một inch) và chiều dài (tính bằng inch). Tại Cuba, gần Havana, có một hiển thị xì gà cuộn dài nhất thế giới.

### Parejo
Hình dạng phổ biến nhất là parejo, thường được gọi đơn giản là "coronas", đã truyền thống là tiêu chuẩn so sánh cho tất cả các dạng xì gà khác. Chúng có hình dạng hình trụ từ đầu đến cuối, một đầu mở và một "nắp" lá thuốc lá tròn ở đầu (đầu túm) còn lại phải được cắt bỏ, rạch hay đục lỗ trước khi hút. Parejos được đặt tên theo các thuật ngữ sau:
| Thuật ngữ         | Chiều dài (inch) | Chiều rộng (phần 64 của một inch) | Chiều dài theo đơn vị mét | Chiều rộng theo đơn vị mét | Nguyên gốc từ |
| ----------------- | ---------------- | --------------------------------- | ------------------------- | -------------------------- | --- |
| Cigarillo         | ~ 3+1⁄2          | ~ 21                              | ~ 8 cm                    | ~ 8 mm                     | Kích thước có thể khác nhau đáng kể. Theo CigarCyclopedia, cigarillo ngắn hơn 6 inch (15 cm) và mỏng hơn 29 vòng (11.5 mm). |
| Rothschild        | 4+1⁄2            | 48                                | 11 cm                     | 19 mm                      | đặt theo tên gia đình Rothschild.                                                                                           |
| Robolo            | 4+1⁄2            | 60                                | 11 cm                     | 24 mm                      | |
| Robusto           | 4+7⁄8            | 50                                | 12 cm                     | 20 mm                      | |
| Small Panatella   | 5                | 33                                | 13 cm                     | 13 mm                      | |
| Ascot             | 4+1⁄2            | 24                                | 11 cm                     | 13 mm                      | |
| Petit Corona      | 5+1⁄8            | 42                                | 13 cm                     | 17 mm                      | |
| Carlota           | 5+5⁄8            | 35                                | 14 cm                     | 14 mm                      | |
| Corona            | 5+1⁄2            | 42                                | 14 cm                     | 17 mm                      | |
| Corona Gorda      | 5+5⁄8            | 46                                | 14 cm                     | 18 mm                      | |
| Panatella         | 6                | 38                                | 15 cm                     | 15 mm                      | |
| Toro              | 6                | 50                                | 15 cm                     | 20 mm                      | |
| Corona Grande     | 6+1⁄8            | 42                                | 16 cm                     | 17 mm                      | |
| Lonsdale          | 6+1⁄2            | 42                                | 17 cm                     | 17 mm                      | được đặt theo tên của Hugh Cecil Lowther, Bá tước Lonsdale thứ 5.                                                           |
| Churchill         | 7                | 47–50                             | 18 cm                     | 19–20 mm                   | được đặt theo tên của Sir Winston Churchill.                                                                                |
| Double Corona     | 7+5⁄8            | 49                                | 19 cm                     | 19 mm                      | |
| Presidente        | 8                | 50                                | 20 cm                     | 20 mm                      | |
| Gran Corona       | 9+1⁄4            | 47                                | 23 cm                     | 19 mm                      | |
| Double Toro/Gordo | 6                | 60                                | 15 cm                     | 24 mm                      | |

Những kích thước này, tối thiểu, là lý tưởng hóa. Kích thước thực tế có thể thay đổi đáng kể.

### Figurado

Parejo là hình dạng xì gà phổ biến nhất và dễ sản xuất nhất

Xì gà có hình dạng không đều được gọi là figurado và thường có giá cao hơn so với parejo cùng kích thước tương tự về sự kết hợp của loại thuốc lá, bởi vì chúng khó làm hơn. Lịch sử, đặc biệt trong thế kỷ 19, figurados là hình dạng phổ biến nhất, nhưng vào những năm 1930, chúng đã ra khỏi thịnh hành và gần như biến mất. Gần đây, hình dạng này đã trở nên phổ biến hơn một chút, và hiện nay nhiều nhà sản xuất sản xuất cả figurados và parejos đơn giản hơn. Thương hiệu xì gà Cuba Cuaba chỉ có figurados trong danh mục của họ.
Các loại figurados bao gồm:
| Figurado           | Mô tả |
| ------------------ | --- |
| Torpedo            | Giống như parejo nhưng nắp lá thuốc lá có hình chóp |
| Cheroot            | Giống như parejo nhưng không có nắp, tức là cả hai đầu đều mở |
| Pyramid            | Có đáy rộng và thuôn dần đều đến một nắp lá thuốc lá hình chóp |
| Perfecto           | Hẹp ở cả hai đầu và phồng ở giữa |
| Presidente/Diadema | Có hình dạng giống như parejo, nhưng được coi là một figurado vì kích thước khổng lồ và đôi khi có đáy đóng tương tự như một perfecto.                                                                                  |
| Culebras           | Ba điếu xì gà dài, hình chóp được bện lại với nhau |
| Chisel             | Tương tự như Torpedo, nhưng thay vì có đầu nhọn tròn, có đầu phẳng, rộng hơn, giống như một cái đục thực tế. Hình dạng này đã được cấp bằng sáng chế và chỉ có thể tìm thấy trong thương hiệu La Flor Dominicana (LFD). |

Thực tế, các thuật ngữ Torpedo và Pyramid thường được sử dụng thay thế cho nhau, ngay cả trong số người hút xì gà hiểu biết. Min Ron Nee, chuyên gia xì gà đặt trụ sở tại Hồng Kông và tác giả của tác phẩm "An Illustrated Encyclopaedia of Post-Revolution Havana Cigars" được coi là tác phẩm định nghĩa về xì gà và thuật ngữ xì gà, định nghĩa Torpedo là "tiếng lóng của xì gà". Nee cho rằng việc sử dụng chủ yếu của xì gà dạng torpedoes với tên gọi khác là pyramids là chấp nhận được. Arturo Fuente, một nhà sản xuất xì gà lớn có trụ sở tại Cộng hòa Dominica, cũng đã sản xuất các loại figurados có hình dạng độc đáo từ ớt chuông đến gậy bóng chày và bóng bầu dục Mỹ. Chúng có giá trị thu thập cao và rất đắt đỏ khi có sẵn cho công chúng.

### Cigarillo

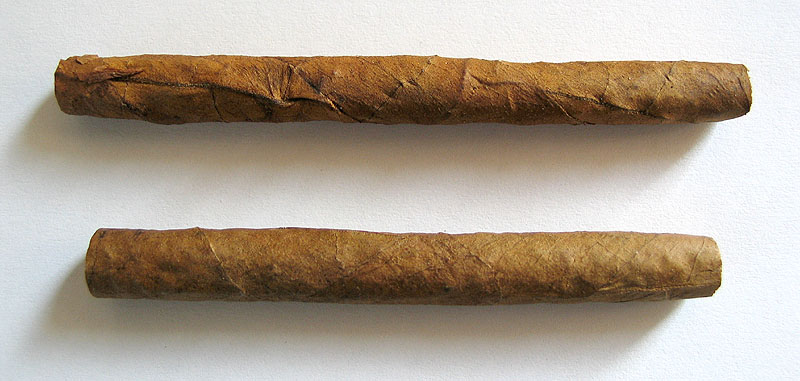
Cigarillos Cohiba Mini và Dannemann Moods

Cigarillo là một loại xì gà được làm bằng máy, ngắn hơn và mỏng hơn xì gà truyền thống nhưng lớn hơn xì gà nhỏ, xì gà có bộ lọc và điếu thuốc, tương tự về kích thước và cấu trúc so với các loại xì gà nhỏ, cheroots và blunts truyền thống. Cigarillo thường không có bộ lọc, mặc dù một số có đầu nhựa hoặc gỗ, và khác với các loại xì gà khác, một số người hút xì gà inhale khi sử dụng. Cigarillo được bán với số lượng khác nhau: đơn lẻ, gói hai, gói ba và gói năm. Cigarillo rất rẻ: tại Hoa Kỳ, thường được bán với giá dưới một đô la. Đôi khi, chúng được gọi một cách không chính thức là xì gà nhỏ, xì gà mini hoặc xì gà câu lạc bộ. Một số thương hiệu xì gà nổi tiếng như xì gà Cohiba hay Davidoff cũng sản xuất cigarillo - ví dụ như Cohiba Mini và Davidoff Club Cigarillos. Và cũng có những thương hiệu chỉ chuyên sản xuất cigarillo, như Café Crème, Dannemann Moods, Mehari's, Al Capone và Swisher Sweets. Cigarillo thường được sử dụng để cuộn xì gà cannabis.

### Xì gà nhỏ
Xì gà nhỏ (thỉnh thoảng được gọi là xì gà nhỏ hoặc miniatures ở Vương quốc Anh) khác biệt rất nhiều so với xì gà thông thường. Chúng nhẹ hơn so với xì gà và cigarillo, nhưng quan trọng hơn, chúng giống với điếu thuốc lá về kích thước, hình dạng, bao bì và bộ lọc. Doanh số xì gà nhỏ tại Hoa Kỳ đã tăng gấp bốn lần từ năm 1971 đến 1973 như một phản ứng với Public Health Cigarette Smoking Act, qui định cấm phát sóng quảng cáo điếu thuốc lá và yêu cầu có nhãn cảnh báo sức khỏe mạnh hơn trên bao bì điếu thuốc lá. Xì gà được miễn thuế theo qui định và có tốc độ thuế thấp hơn rất nhiều. Xì gà nhỏ thỉnh thoảng được gọi là "cigarette giả mạo", và đã có những nỗ lực không thành công để xếp lại chúng vào loại điếu thuốc lá. Tại Hoa Kỳ, doanh số xì gà nhỏ đạt mức cao kỷ lục vào năm 2006, được thúc đẩy chủ yếu bởi chính sách thuế suất thuận lợi. Ở một số tiểu bang, xì gà nhỏ đã được thuế với mức thuế như điếu thuốc lá, như Illinois, cũng như các tiểu bang khác. Điều này đã tạo ra một khoảng trống trong pháp lý, trong đó các nhà sản xuất phân loại sản phẩm của họ là "xì gà lọc" để tránh mức thuế cao hơn. Tuy nhiên, nhiều người tiếp tục tranh luận rằng thực tế có sự khác biệt giữa xì gà nhỏ và xì gà lọc. Xì gà nhỏ mang lại cảm giác và trải nghiệm chung tương tự như điếu thuốc lá, nhưng được làm từ thuốc lá đã được ủ và lên men, trong khi xì gà lọc được cho là có mối liên hệ gần hơn với xì gà truyền thống và không dùng để hút vào phổi. Nghiên cứu cho thấy người ta thực sự hút khói từ xì gà nhỏ.

### Cannagar
Gần đây, với sự thay đổi về Sự hợp pháp của cannabis, một số nhà cung cấp đang tạo ra những "cannagar" (kết hợp giữa từ "cannabis" và "cigar"). Đây là một loại xì gà khác với blunts cannabis. Mô phỏng theo xì gà truyền thống, cannagar là cannabis được gói bên trong lá cannabis hoặc lá cây gai, tương tự như xì gà truyền thống là thuốc lá được gói bên trong lá thuốc lá khô. Khác với xì gà, cannagar thường không chứa thuốc lá, nhưng cần được cắt và châm như một cây xì gà truyền thống.

## Hút xì gà
Hầu hết các loại xì gà máy đã được làm sẵn lỗ trên một đầu hoặc có đầu nhựa hoặc gỗ để hút khói. Các loại xì gà cuộn tay yêu cầu phải đâm thủng đầu cắt trước khi châm lửa. Cách thông thường để hút xì gà là không hít vào phổi, mà chỉ hút khói vào miệng. Một số người hút thuốc lá hít khói vào phổi, đặc biệt là với xì gà nhỏ. Một người hút thuốc lá có thể xoay khói trong miệng trước khi thổi ra, và có thể thổi một phần khói qua mũi để có thể ngửi xì gà tốt hơn và cảm nhận vị của nó.

### Cắt xì gà
Mặc dù một số xì gà được cắt hoặc cuốn ở cả hai đầu, phần lớn đều có một đầu cắt thẳng và đầu còn lại được phủ bằng một hoặc nhiều mảnh nhỏ của vỏ xì gà được dính bằng keo thuốc lá tự nhiên hoặc một hỗn hợp bột mỳ và nước. Đầu cắt của xì gà phải được cắt hoặc đâm thủng để có thể hút khói xì gà một cách chính xác. Các loại dao cắt xì gà cơ bản bao gồm:
- Dao guillotine (cắt thẳng)
- Đập lỗ
- Cắt V (còn được gọi là cắt khuyết, mắt mèo, cắt hình cột, cắt kiểu Anh)
- Kẹp cắt
- Kéo cắt xì gà

### Châm lửa
Đầu, hoặc nắp, của xì gà thường là phần gần nhất với chiếc bìa xì gà, phần còn lại gọi là "chân". Bìa xì gà xác định loại xì gà và có thể được tháo ra hoặc để nguyên. Người hút xì gà cắt hoặc đâm thủng phần nắp trước khi châm lửa. Trong quá trình châm lửa, xì gà nên được xoay để đảm bảo đốt đều trong khi hút nhẹ nhàng. Nếu sử dụng diêm, nó nên được đốt cho đến khi phần đầu của nó cháy hết trước khi đặt vào xì gà, để tránh tạo ra hương vị hoặc chất hóa học không mong muốn cho khói. Có nhiều loại bật lửa khí và chất lỏng được thiết kế đặc biệt để châm lửa xì gà. Đầu xì gà chỉ cần tiếp xúc tối thiểu với ngọn lửa, cần đặc biệt cẩn thận khi sử dụng bật lửa gas để tránh làm đen lá thuốc. Một cách thứ ba và cổ truyền nhất để châm lửa xì gà là sử dụng một mẩu gỗ tuyết tùng được gọi là "spill", được châm riêng trước khi sử dụng. Một số xì gà được gói riêng lẻ trong vỏ hoặc phong bì mỏng làm từ gỗ tuyết tùng, và chúng có thể được sử dụng để hỗ trợ trong quá trình châm lửa.

### Hương vị
Mỗi thương hiệu và loại xì gà đều có hương vị đặc biệt của riêng nó. Yếu tố nặng nhẹ, vừa phải, quân bình, hay đậm đà, nồng nàn của xì gà không tương quan với chất lượng. Các yếu tố góp phần vào hương thơm và hương vị của khói xì gà bao gồm loại và chất lượng thuốc lá được sử dụng làm chất điền, phần cốt điếu thuốc và vỏ bọc, tuổi đời và phương pháp ngâm ủ, làm già, độ ẩm, kỹ thuật sản xuất (thủ công hoặc tự động), và các hương vị phụ gia. Trong số các lớp vỏ bọc, vỏ đậm thường mang lại một hương vị ngọt ngào, trong khi vỏ nhạt thường có một hương vị "khô hơn", trung tính hơn. Đánh giá hương vị của xì gà có một số điểm tương đồng với việc nếm rượu. Có những nhật ký chuyên ghi chép dành cho việc ghi lại đánh giá cá nhân, mô tả hương vị cảm nhận được, kích thước, thương hiệu. Một số mỹ từ được sử dụng để mô tả mỹ vị và kết cấu của xì gà bao gồm vị cay, vị tiêu (hạt tiêu đỏ hoặc đen), ngọt, khó chịu, khét, hạt nho, hương đất, mùi gỗ, vị ca cao, vị hạt dẻ, vị nướng, vị lâu năm (lão hóa), hạt hạnh, mềm mịn, gỗ tuyết tùng, gỗ sồi, dai, trái cây.

### Khói
Khói được tạo ra thông qua quá trình đốt không hoàn toàn của thuốc lá, trong đó xảy ra ít nhất ba loại phản ứng hóa học: phân hủy nhiệt phân phân tử hữu cơ thành những phân tử đơn giản hơn, pyrosynthesis kết hợp lại những mảnh vỡ mới tạo thành các chất hóa học ban đầu không có, và chưng cất chuyển các hợp chất như nicotine từ thuốc lá vào khói. Mỗi gram thuốc lá được hút, một cây xì gà thải ra khoảng 120–140 mg carbon dioxide, 40–60 mg carbon monoxide, 3–4 mg isoprene, 1 mg mỗi hydrogen cyanide và acetaldehyde, cùng với những lượng nhỏ của một loạt các chất N-nitrosamine và hợp chất hữu cơ bay hơi, với thành phần chi tiết chưa được biết rõ.
Các chất gây mùi mạnh nhất trong khói xì gà là pyridines. Cùng với pyrazines, chúng cũng là các chất gây mùi mạnh nhất trong hơi thở của người hút xì gà. Những chất này có thể nhận thấy ngay cả ở nồng độ rất thấp chỉ vài phần tỷ trong một tỷ phần. Trong quá trình hút, chưa biết liệu những chất này được tạo ra thông qua việc phá vỡ liên kết hóa học của nicotine hay thông qua phản ứng Maillard giữa axit amin và đường trong thuốc lá. Khói xì gà có tính kiềm cao hơn khói thuốc lá, và dễ dàng được hấp thụ bởi niêm mạc miệng, giúp người hút dễ dàng hấp thụ nicotine mà không cần hít vào phổi. Một viên xì gà cao cấp có thể chứa lượng nicotine tương đương một gói thuốc lá.

## Hộp đựng
Mức độ độ ẩm trong đó xì gà được bảo quản có tác động đáng kể đến hương vị và sự đồng đều khi đốt. Người ta tin rằng hương vị của xì gà phát triển tốt nhất khi được lưu trữ ở một độ ẩm tương đối tương tự với nơi trồng thuốc lá và trong hầu hết các trường hợp, xì gà được cuộn, khoảng 65-70% và nhiệt độ khoảng 18 °C. Xì gà khô trở nên mỏng manh và cháy nhanh hơn trong khi xì gà ẩm cháy không đồng đều và có hương vị nặng axit. Hộp bảo quản xì gà được sử dụng để duy trì mức độ độ ẩm ổn định. Thiếu hộp bảo quản, xì gà sẽ mất độ ẩm và hấp thụ độ ẩm xung quanh trong vòng 2 đến 3 ngày. Lớp lót nội thất của một hộp bảo quản thường được làm bằng ba loại gỗ: gỗ tuyết tùng Tây Ban Nha, gỗ tuyết tùng đỏ Mỹ (hoặc Canada) và gỗ đỏ Honduras. Các vật liệu khác được sử dụng để làm hoặc lót hộp bảo quản bao gồm acrylic, thiếc (thường thấy trong các hộp bảo quản cũ hơn) và đồng, được sử dụng rộng rãi trong thập kỷ 1920-1950.
Hầu hết hộp đựng bảo quản đi kèm với một vỏ nhựa hoặc kim loại có một miếng bọt biển hoạt động như máy tạo độ ẩm, mặc dù các phiên bản gần đây nhất thường làm bằng polyme acrylic. Các phiên bản này chỉ được điền nước cất; còn các phiên bản khác có thể sử dụng dung dịch propylen glycol và nước cất. Máy tạo độ ẩm và các cây xì gà bên trong có thể bị ô nhiễm bởi vi khuẩn nếu được giữ quá ẩm. Công nghệ mới sử dụng hạt nhựa hoặc gel nhựa giúp ổn định độ ẩm đang trở nên phổ biến rộng rãi. Một hộp bảo quản mới yêu cầu quá trình khử độ ẩm, sau đó phải duy trì độ ẩm ổn định. Lớp lót tuyết tùng càng dày càng tốt. Nhiều hộp bảo quản có chứa một hygrometer analog hoặc kỹ thuật số để hỗ trợ duy trì mức độ độ ẩm mong muốn. Có ba loại analog: lò xo kim loại, tóc tự nhiên và tóc nhân tạo. Trong thời gian gần đây, hộp bảo quản điện, được trang bị hệ thống tạo ẩm bằng nhiệt điện, đã trở nên phổ biến cho các bộ sưu tập xì gà lớn hơn.

## Phụ kiện

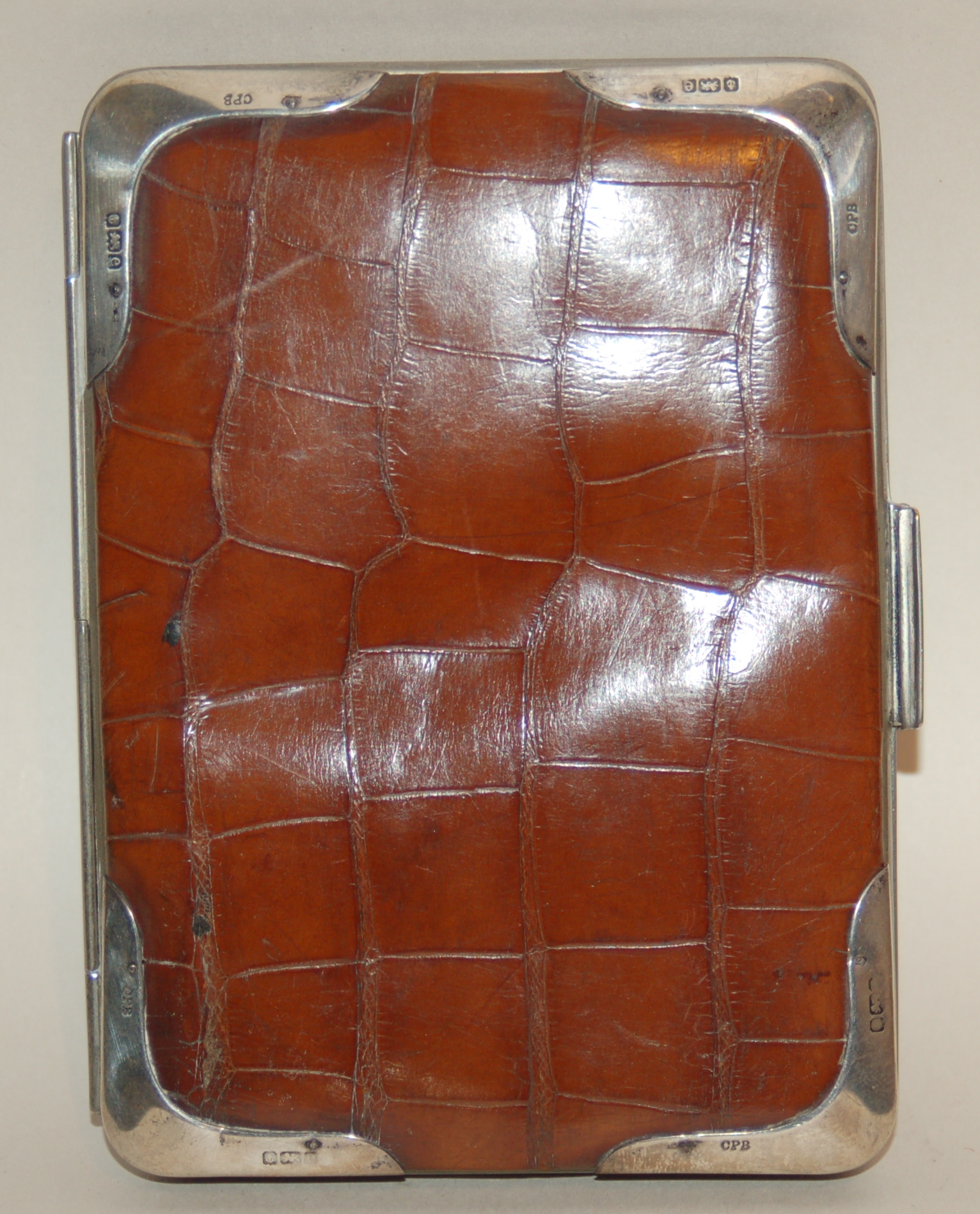
Ốp xì gà được làm từ da cá sấu với các chi tiết bạc đặc trưng có dấu ấn Birmingham năm 1904

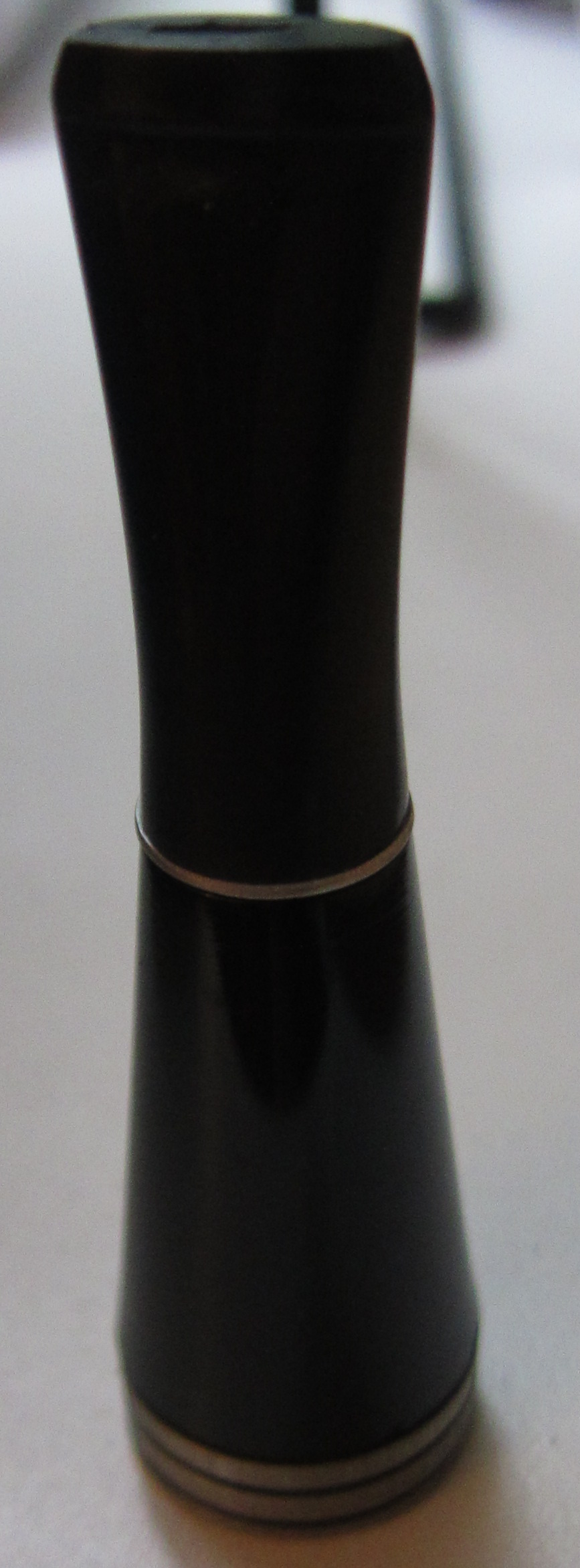
Ốp xì gà

Có một loạt các phụ kiện xì gà có sẵn, với chất lượng khác nhau.

### Hộp đựng du lịch
Hộp đựng khi đi du lịch bảo vệ xì gà khỏi tiếp xúc trực tiếp với các yếu tố môi trường và giảm thiểu nguy cơ gây hư hại. Hầu hết các loại hộp được làm từ da mềm hoặc da cứng, mặc dù cũng có các loại hộp bằng kim loại hoặc da lót nhựa. Một số hộp có ống giấy hoặc ống kim loại để bảo vệ thêm.

### Ống bảo quản
Ống xì gà được sử dụng để mang theo một số lượng nhỏ xì gà, thường là một hoặc năm cây, được gọi theo "số ngón tay". Chúng thường được làm từ thép không gỉ và được sử dụng trong thời gian ngắn. Đối với thời gian dài, sử dụng một bộ điều hòa độ ẩm và máy đo độ ẩm tích hợp.

### Gạt tàn
Gạt tàn được sử dụng để thu gom tro tàn của xì gà. Những gạt tàn như vậy thường lớn hơn so với những gạt tàn được sử dụng để hút thuốc lá.

### Ốp xì gà
Ốp xì gà là một ống nhỏ để giữ đầu xì gà trong quá trình hút, nhằm bảo vệ tay không bị lấy mùi của xì gà đang cháy, truyền thống được sử dụng bởi phụ nữ (cũng dùng cho điếu thuốc). Giá đỡ xì gà là một thiết bị dùng để giữ xì gà đang cháy ngoài khay gạt tàn.

## Tác động đến sức khỏe
Giống như các hình thức sử dụng thuốc lá khác, hút xì gà mang lại nguy cơ sức khỏe đáng kể tùy thuộc vào liều lượng: rủi ro cao hơn đối với những người hút nhiều xì gà, hút trong thời gian dài hoặc hít thêm nhiều hơn. Một cuộc đánh giá của 22 nghiên cứu đã phát hiện rằng hút xì gà có liên quan đến ung thư phổi, ung thư miệng, ung thư thực quản, ung thư tụy, ung thư vòm họng, ung thư thanh quản, bệnh tim mạch (CHD) và giãn đại động mạch chủ. Trong số những người hút xì gà và cho biết họ không hít vào, nguy cơ tử vong tương đối (khả năng chết) vẫn rất cao đối với ung thư miệng, ung thư thực quản và ung thư thanh quản.
Nguy cơ tử vong tăng tỷ lệ theo việc sử dụng, người hút một đến hai điếu xì gà mỗi ngày có tỷ lệ tăng 2% về tỷ lệ tử vong so với người không hút. Tuy nhiên, rủi ro sức khỏe chính xác đối với những người hút xì gà ít hơn mỗi ngày chưa được xác định. Mức độ hít vào khói xì gà vào phổi có vẻ là yếu tố quyết định quan trọng đối với nguy cơ ung thư phổi:

Khi người hút xì gà không hít vào hoặc chỉ hút vài điếu xì gà mỗi ngày, rủi ro chỉ hơi cao hơn so với người không hút. Rủi ro ung thư phổi tăng theo mức độ hít vào và số lượng điếu xì gà hút mỗi ngày, nhưng hiệu ứng của hít vào mạnh hơn so với số lượng điếu xì gà mỗi ngày. Khi hút 5 điếu trở lên mỗi ngày và hít vào mức vừa phải, nguy cơ ung thư phổi do hút xì gà gần như tương đương với người hút một gói điếu mỗi ngày. Khi tiếp xúc với khói thuốc lá trong phổi của người hút xì gà tăng lên gần như tương tự với tần suất hút và mức độ hít vào như người hút thuốc lá, sự khác biệt về rủi ro ung thư phổi giữa hai hành vi này sẽ biến mất.
Hút xì gà có thể gây nghiện nicotine và thúc đẩy việc sử dụng thuốc lá. Nếu bạn hút và hút nhiều xì gà mỗi ngày, rủi ro sức khỏe tương tự như hút thuốc lá. Hút xì gà cũng có thể tăng nguy cơ mắc bệnh phổi tắc nghẽn mãn tính (COPD). "Xì gà nhỏ" thường được hút và mang lại nguy cơ sức khỏe tương tự như hút thuốc lá, trong khi xì gà cao cấp thường không được hút và không được sử dụng thường xuyên.

## Trong văn hóa đại chúng

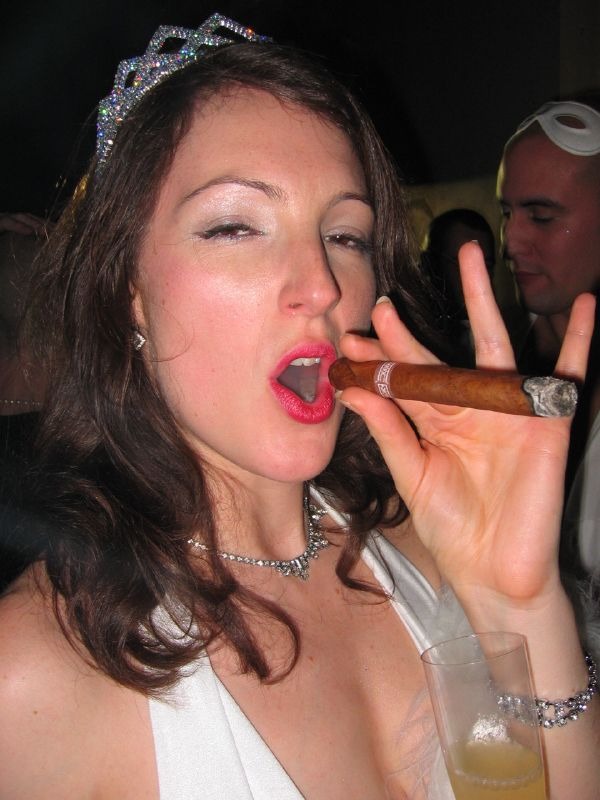
Du khách hút xì gà

Trái ngược với những thập kỷ trước, từ những năm 1980 và 1990, các phương tiện truyền thông chính ở Mỹ đã bắt đầu đưa ra hình ảnh tích cực về xì gà. Hút xì gà thường được miêu tả như một ngành kinh doanh sinh lợi hoặc một thói quen thời thượng, chứ không phải là một nguy cơ sức khỏe quan trọng. Xì gà là một sản phẩm có chất lượng cao và hầu như ai cũng có thể chi trả, ít nhất là cho các dịp đặc biệt. Người giàu thường được miêu tả hút xì gà khi đội mũ trùm và mặc áo lễ. Xì gà thường được tặng và hút trong các dịp kỷ niệm đặc biệt, chẳng hạn như khi có em bé mới sinh ra, cũng như lễ tốt nghiệp, thăng tiến và các thành tựu thành công khác. Cụm từ "gần đúng nhưng không đạt được" xuất phát từ việc trao xì gà như là phần thưởng trong các trò chơi ở hội chợ yêu cầu người chơi trúng vào mục tiêu.

## Sự phổ biến
Tỷ lệ sử dụng xì gà thay đổi tùy thuộc vào địa điểm, thời kỳ lịch sử và dân số được khảo sát. Hoa Kỳ là quốc gia tiêu thụ hàng đầu theo doanh số tổng cộng, với khoảng cách lớn so với các quốc gia khác, tiếp theo là Đức và Vương quốc Anh. Hoa Kỳ và các nước Tây Âu chiếm khoảng 75% doanh số xì gà trên toàn thế giới.

### Hoa Kỳ

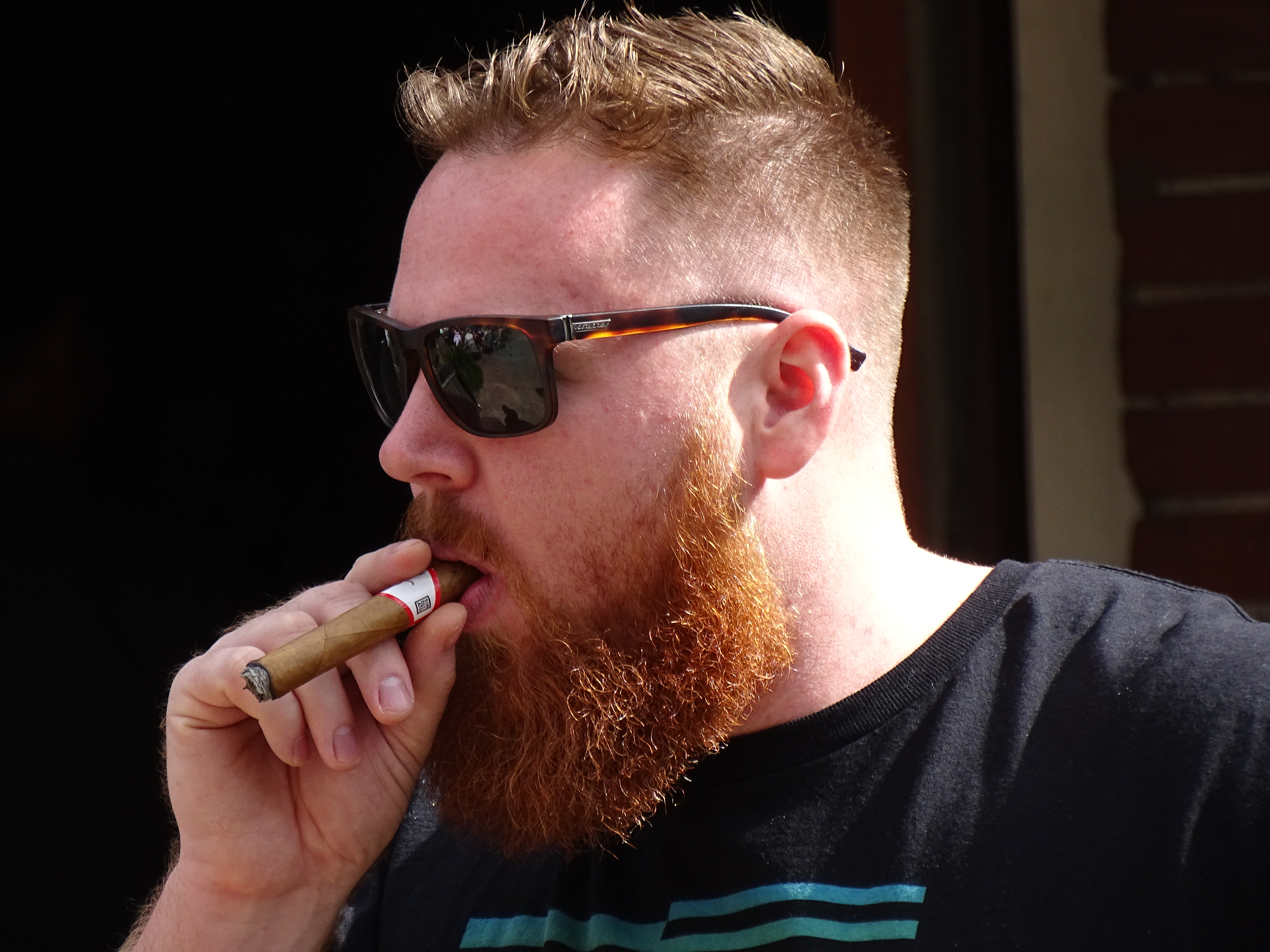
Một thanh niên Mỹ hút xì gà

Số lượng xì gà tiêu thụ tại Hoa Kỳ tăng từ 6,2 tỷ chiếc vào năm 2000 lên đến đỉnh điểm trong một "đợt bùng nổ xì gà" khổng lồ đạt 13,8 tỷ chiếc vào năm 2012, sau đó giảm xuống còn 11,4 tỷ chiếc vào năm 2015. Trong số người trưởng thành ở Hoa Kỳ từ 18 tuổi trở lên, có 3% cho biết họ hút xì gà vào một số ngày hoặc hàng ngày (6% nam giới, 1% nữ giới) trong Khảo sát Sức khỏe Quốc gia năm 2015. Số lượng thanh thiếu niên hút xì gà đã giảm mạnh từ 12% cho biết đã hút xì gà trong 30 ngày gần nhất tiến sát đến đỉnh điểm của đợt bùng nổ xì gà vào năm 2011 xuống còn 8% vào năm 2016. Trong số học sinh trung học, việc hút xì gà phổ biến hơn ở nam giới (10%) hơn nữ giới (6%). Đối với học sinh trung học da màu, việc hút xì gà phổ biến hơn (10%) so với hút thuốc lá (4%).

## Hình ảnh

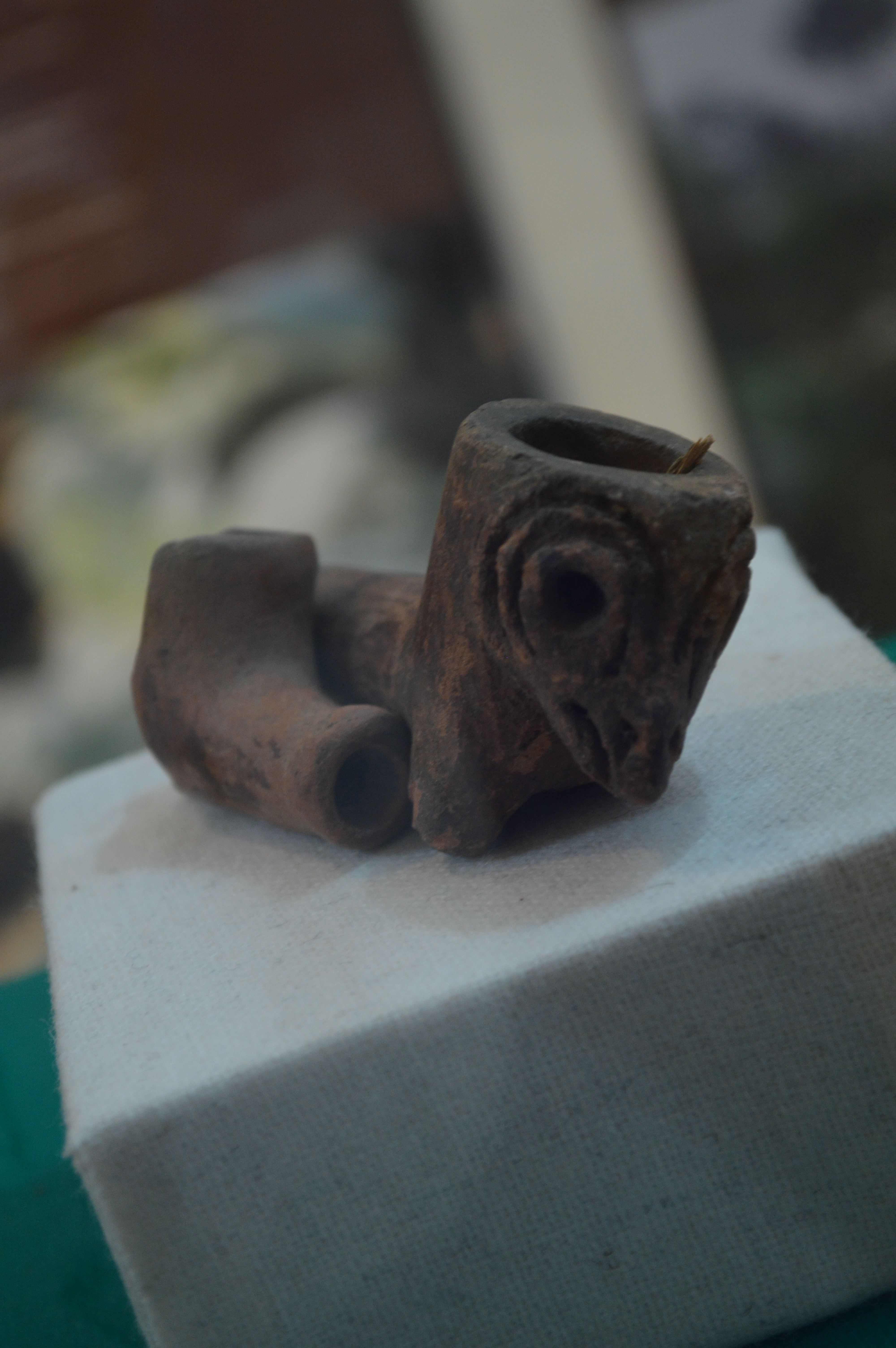
Ống xì gà của người bản địa trưng bày tại bảo tàng vùng San Andrés Tuxtla, Mexico
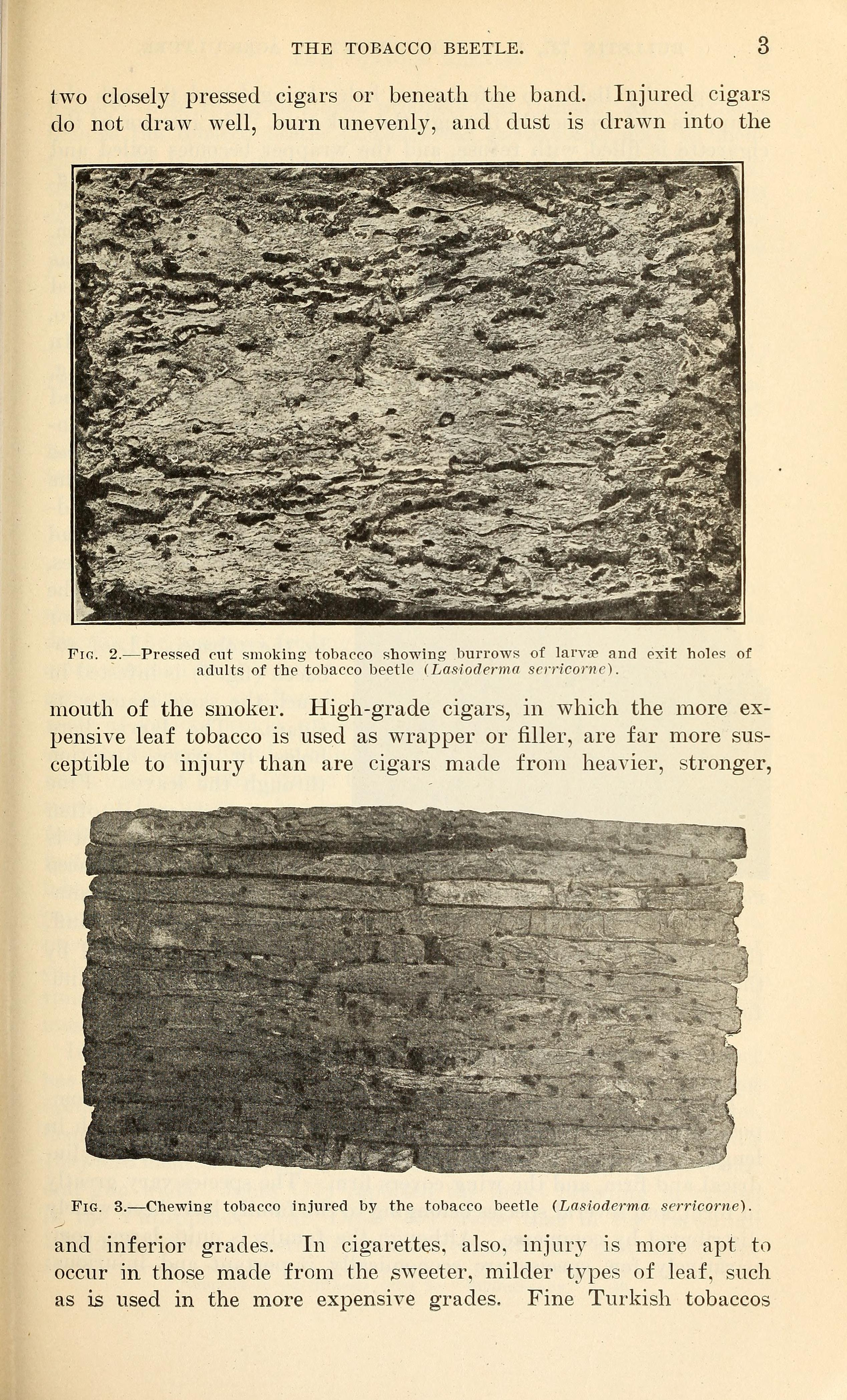
Hình minh họa với các bức ảnh của lá thuốc lá bị nhiễm bởi Lasioderma serricorne (bọ cánh cứng), từ Runner, G. A., The tobacco beetle (1919), Bulletin of the U.S. Department of Agriculture, Biodiversity Heritage Library
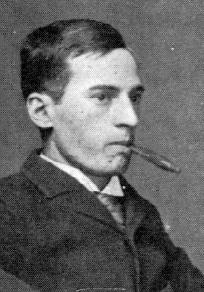
Harry Nelson Pillsbury hút xì gà
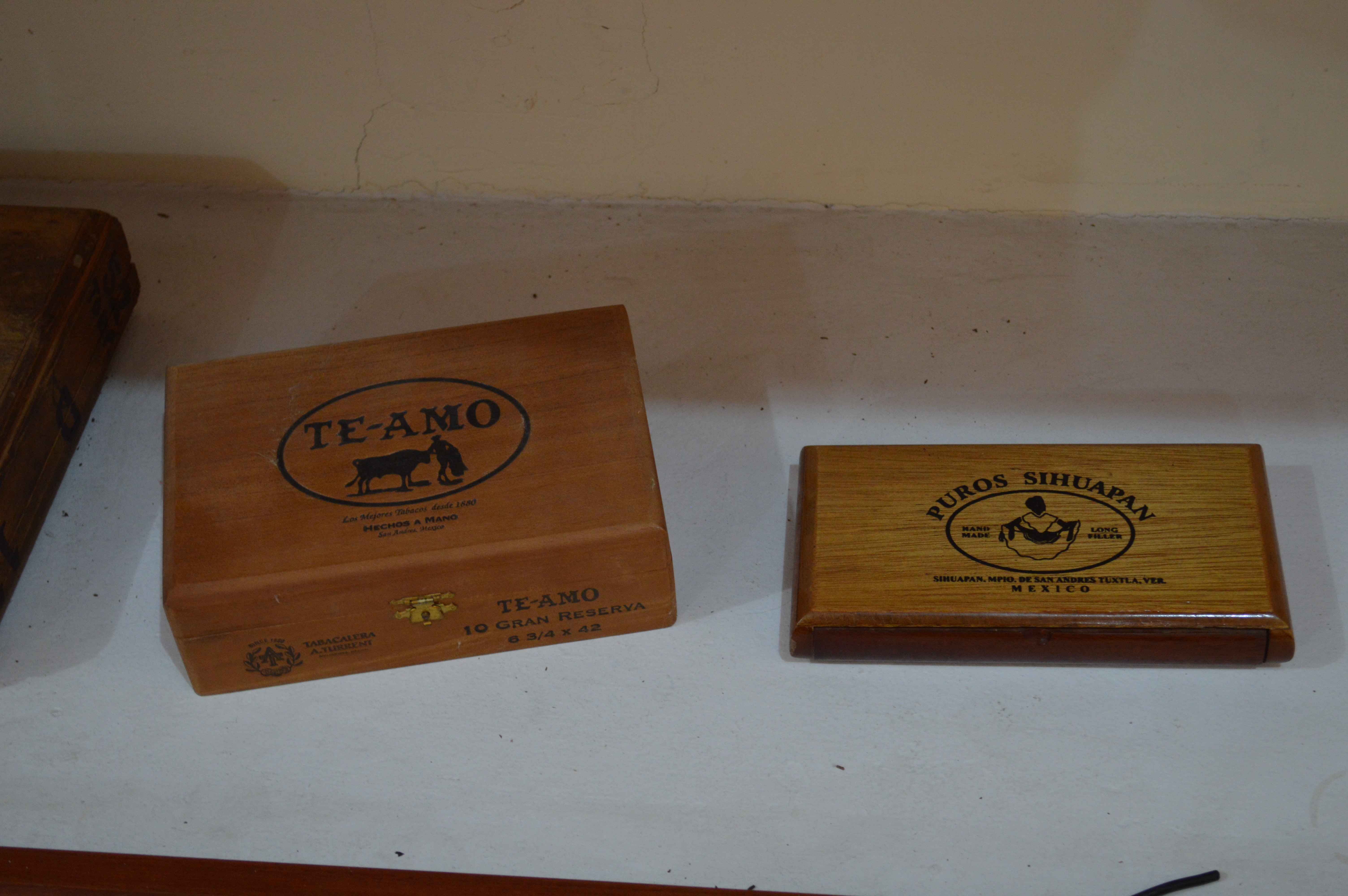
Hộp xì gà chính hãng của nhà sản xuất Te Amo và Sihuapan ở Mexico
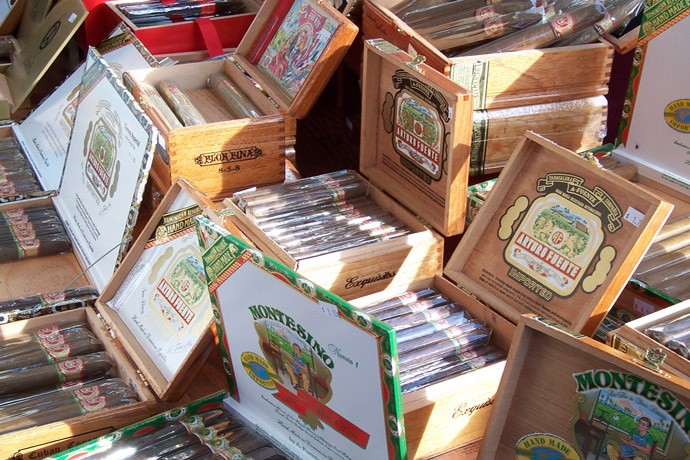
Hộp xì gà của Arturo Fuente tại Festival Di sản Xì gà Tampa năm 2005. Xì gà Montesino cũng được sản xuất bởi Tabacalera A. Fuente y Cia.
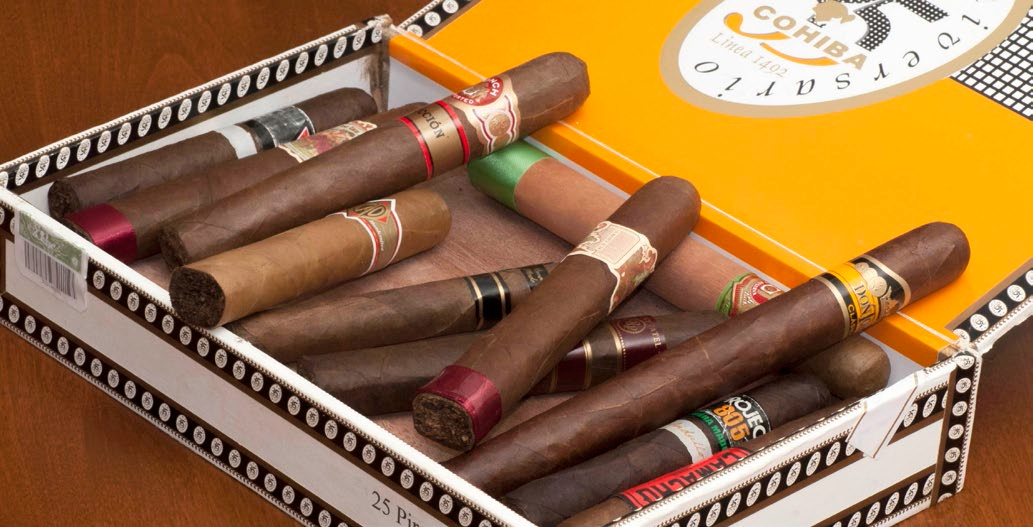
Hộp xì gà
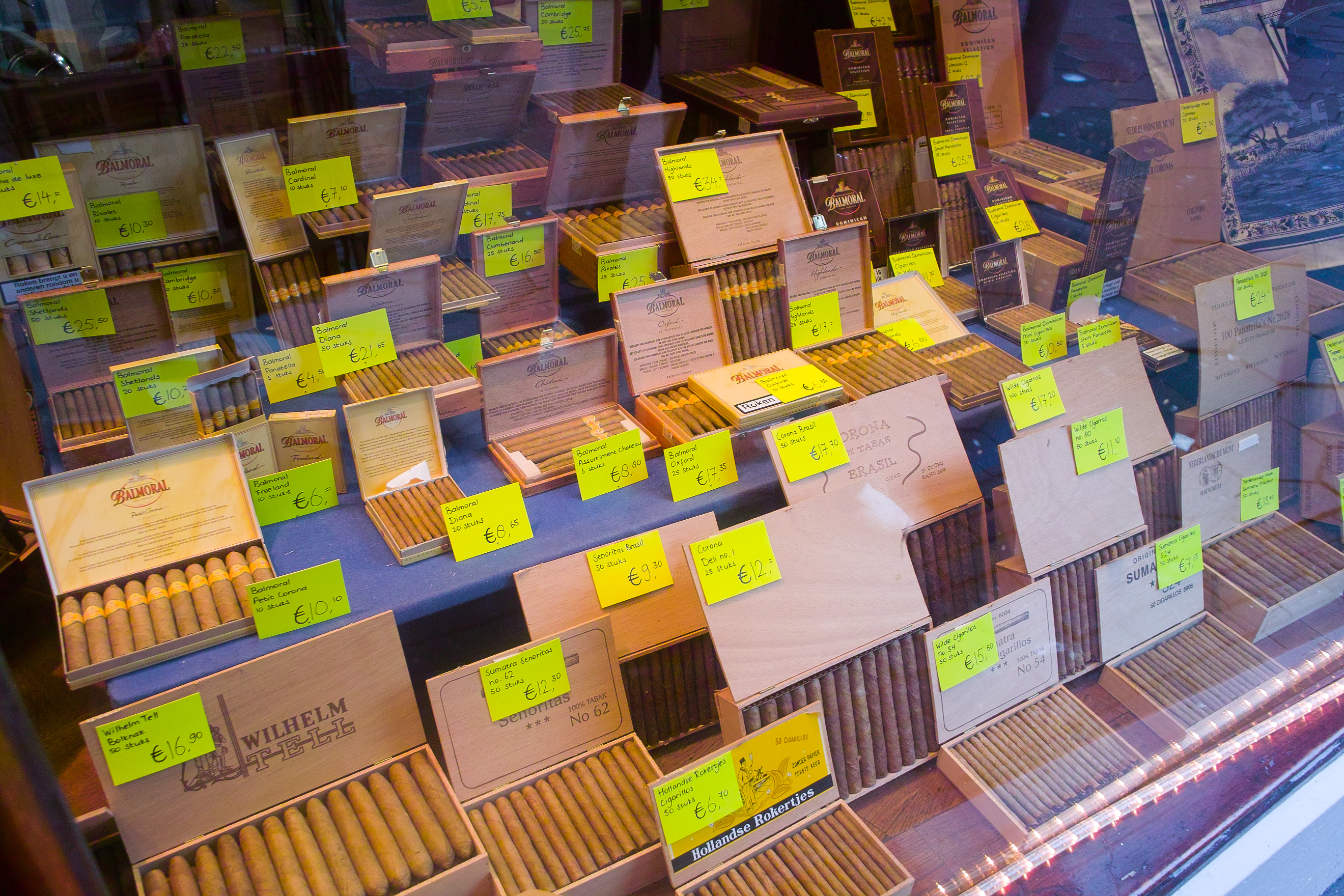
300pxTrưng bày các loại hộp xì gà với giá cả trong một cửa hàng xì gà ở Amsterdam, Hà Lan